# Liste des arbres remarquables de Belgique
 (mai 2018).
Si vous disposez d'ouvrages ou d'articles de référence ou si vous connaissez des sites web de qualité traitant du thème abordé ici, merci de compléter l'article en donnant les références utiles à sa vérifiabilité et en les liant à la section « Notes et références ».
Cette liste, non exhaustive, recense les arbres remarquables de Belgique, soit : 
- parce qu'ils battent des records de dimensions (hauteur, circonférence...) ou d'âge ;
- parce qu'ils présentent d'autres caractéristiques physiques particulières ;
- parce qu'ils présentent un intérêt historique.

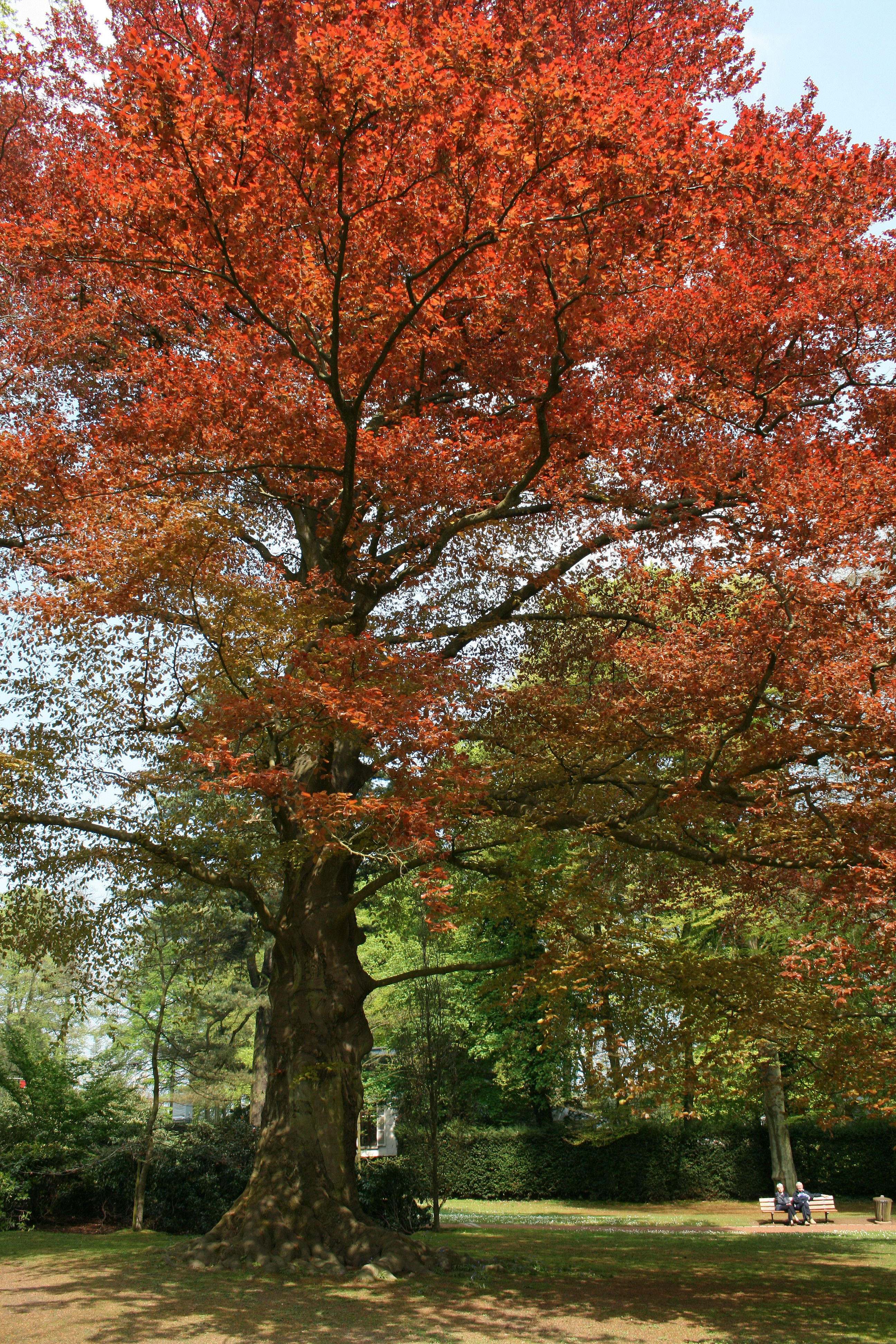
Hêtre pourpre du domaine de Mariemont à Morlanwelz-Mariemont.

## Liste par situation géographique

### Wallonie

#### Province du Brabant wallon
- Le charme commun (Carpinus betulus L. ) et l'érable plane (Acer platanoides) du parc de Wisterzée à Court-Saint-Étienne.
- Le chêne pédonculé (Quercus robur), le hêtre (Fagus sylvatica) et les séquoias géants (Sequoiadendron giganteum) du parc du château Solvay de La Hulpe.
- l'if (Taxus baccata) du parc du château de Braine-le-Château.
- Le marronnier commun (Aesculus hippocastanum) de Nivelles
- Le robinier faux-acacia (Robinia pseudoacacia) du parc Jules Descampe à Waterloo.
- Les six charmes communs (Carpinus betulus L. ) entourant la Chapelle Notre-Dame-de-Bon-Secours, Chemin des Deux Fermes  à Rosières.

#### Province de Hainaut

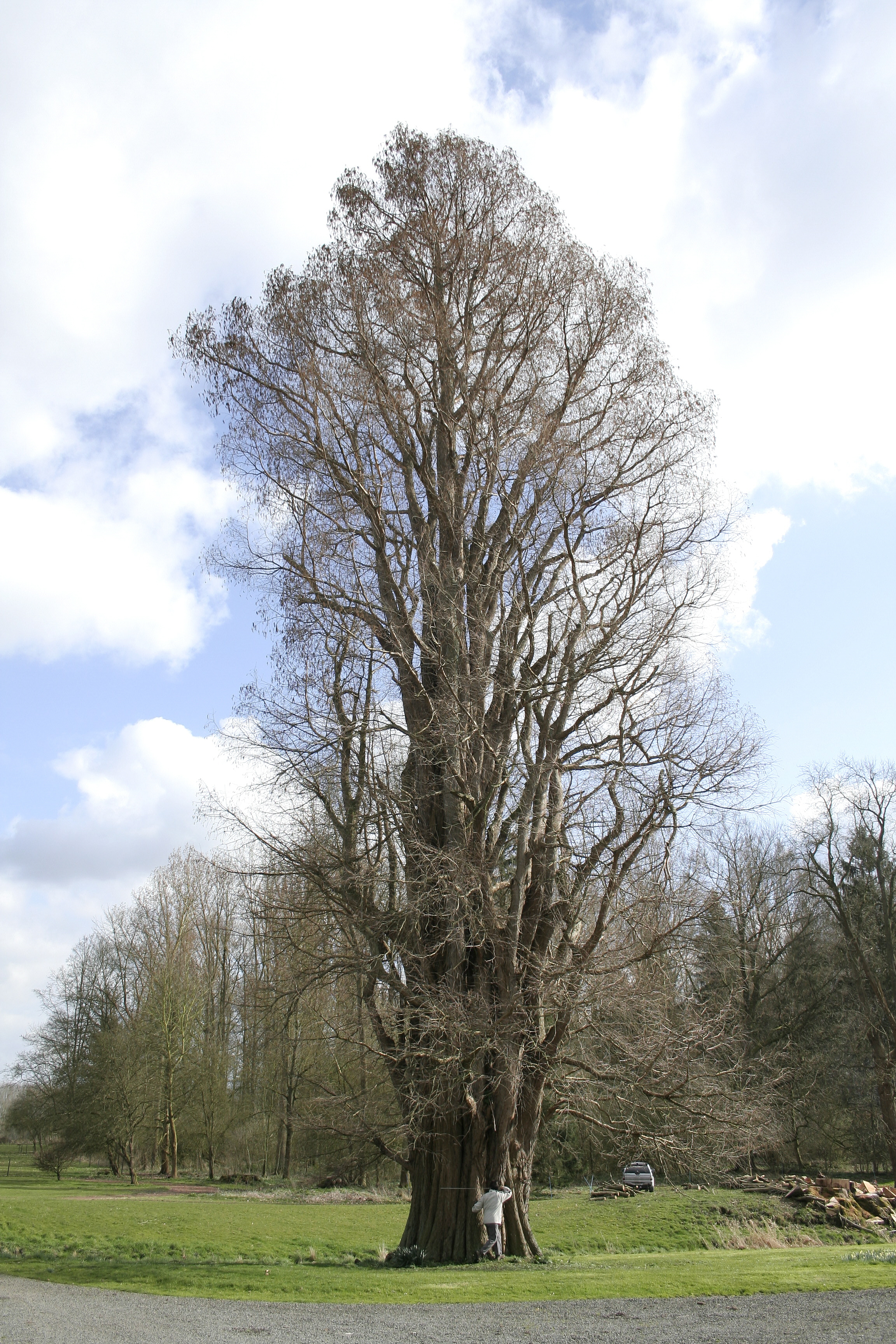
Cyprès chauve à Harveng.

- L'ailante glanduleux Ailanthus altissima) et le cyprès chauve (Taxodium distichum) du parc du château de Marchienne à Harveng.
- Le chêne, arbre à loques, arbre fétiche situé près de la chapelle Notre-Dame de l'Arbre au Puit, à Stambruges
- Le catalpa (Catalpa bignonioides), les chênes pédonculés (Quercus robur), le ginkgo pleureur (ginkgo biloba 'Pendula'), le merisier (Prunus avium) et le pin noir d'Autriche (Pinus nigra) du parc du château d'Enghien.
- Le catalpa doré (Catalpa bignonioides 'Aurea) et le frêne commun (Fraxinus excelsior) de Le Rœulx.
- Le chêne pédonculé à clous (arbre fétiche) et le vieux charme commun (Carpinus betulus) d'Herchies.
- L'érable sycomore pourpre (Acer pseudoplatanus 'Atropurpureum' ) du parc de Morlanwelz-Mariemont.
- Le hêtre pourpre (Fagus sylvatica cultivar purpurea) du château de Belœil (8,80 m de tour à 1,50 m du sol en 2007).
- Les cèdres du Liban et de l'Atlas, les chênes[précision nécessaire], les ginkgos, les hêtres[précision nécessaire], les muriers, les pins[précision nécessaire], les pommiers de l'Amour (Phellodendron amurense), les tilleuls, l’érable sycomore pourpre (Acer pseudoplatanus atropurpureum), le frêne doré pleureur (Fraxinus excelsior 'Aurea pendula' ), et le marronnier commun (Aesculus hippocastanum) remarquables du parc de Morlanwelz-Mariemont.
- Les marronniers communs (Aesculus hippocastanum) de Rouveroy.
- Le noisetier de Byzance (Corylus colurna) de Mons.
- Le peuplier noir (Populus nigra) d'Escanaffles.
- les platanes d'orient (Platanus orientalis), le robinier faux-acacia (Robinia pseudoacacia) et le tilleul argenté (Tilia tomentosa) du parc du domaine de Cambron-Casteau.
- Le platane hybride à feuilles d’érable (Platanus ×hispanica) du parc du château de Saulchoy de Soignies (9,50 m de tour à 0,50 m du sol en 2007).
- Le platane hybride à feuilles d’érable (Platanus ×hispanica) de Trazegnies (arbre fétiche).
- Le robinier faux-acacia (arbre fétiche) de Stambruges. : déraciné par tempête en 2009. Le tronc couché est resté en place. Le culte est actuellement pratiqué sur le chêne voisin.
- Le tilleul à grandes feuilles (Tilia platyphyllos) de Bailièvre.
- Le tilleul à petites feuilles (Tilia cordata) de Anvaing  : déraciné par une tempête le 11 mai 2007.
- Le tilleul à petites feuilles (Tilia cordata) de (Braffe).
- Le tilleul à trois étages (Tilia platyphyllos) de Macon.

#### Province de Liège

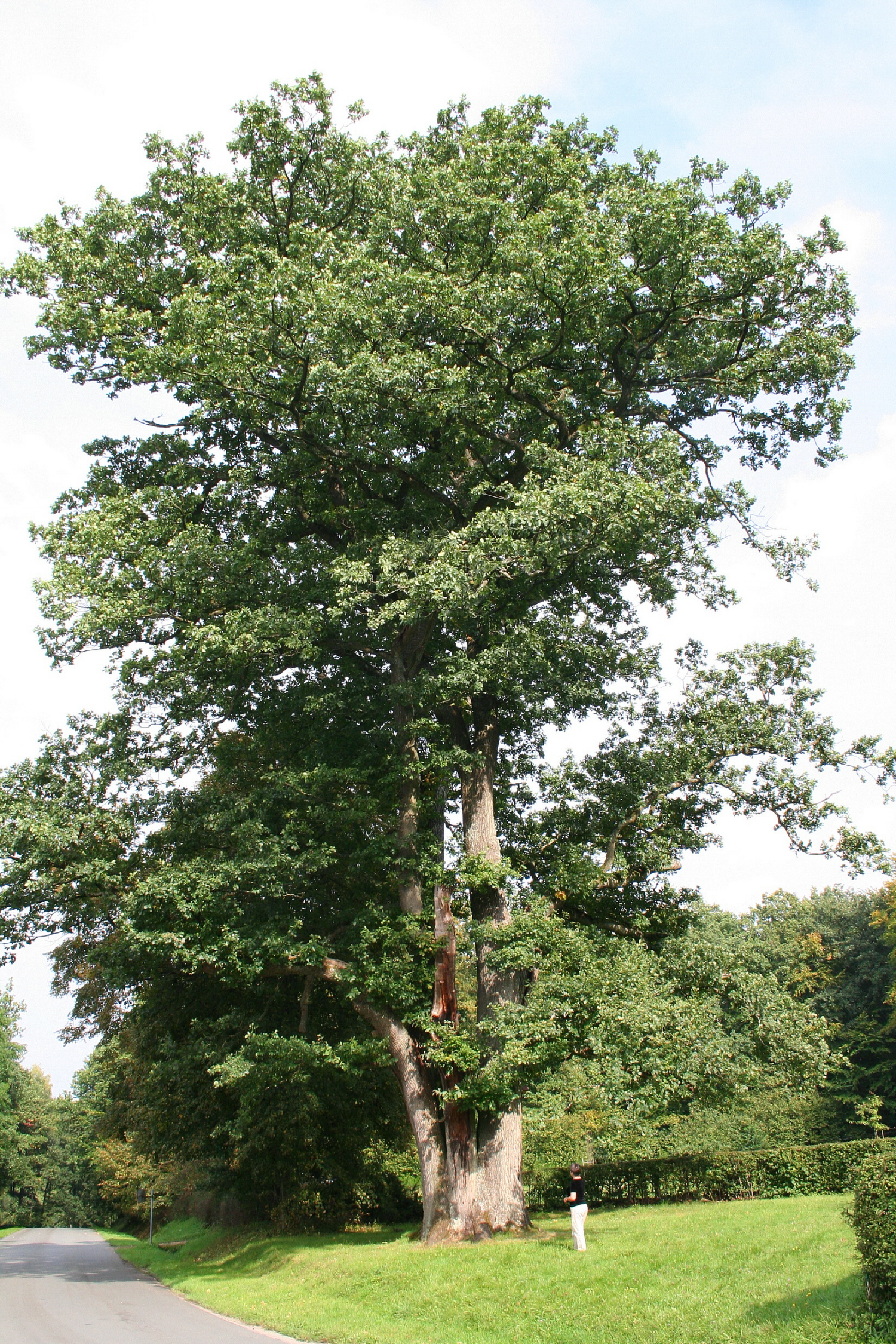
Chêne pédonculé de Solwaster (Jalhay).

- L'arbre pingouin d'Hermée (Rue Haie martin).
- Le bouleau de Limbourg (2,62 m en 1991).
- Le châtaignier de la ferme Fabri à Liège
- Le cèdre à encens (Calocedrus decurrens) à Domaine du Rond-Chêne à Esneux
- Le chêne pédonculé en amont de l'ancienne maison communale de Pailhe.
- Le chêne pédonculé de Solwaster (Les sept frères de Gospinal) (7,52 m en 2007 : aujourd'hui il se meurt).
- Le cèdre du Liban (Cedus libani Rich. A.) du château d'Argenteau.
- Le cèdre du Liban (Cedus libani Rich. A.) du Centre hospitalier de Bruyères à Chênée.
- Le marronnier commun (Aesculus hippocastanum) du parc de l'harmonie à Verviers
- L'orme de la Bourlotte (Ulmus laevis Pall.)à Vaux et Borset : mort de la graphiose (souche couchée, ouverte en deux).
- Le platane du château de Pitet (7,20 m en 2009).
- Le séquoia géant (Sequoiadendron giganteum) de Esneux (8,80 m de tour à 1,50 m du sol en 2007).
- Le tilleul et l'if respectivement devant et derrière l'église de  Dieupart(Aywaille).
- Le tilleul à Nonceveux(Aywaille).
- Le tilleul millénaire de Bovenistier
- Les deux tilleuls derrière l'église de Fexhe-le-Haut-Clocher.
- Les trois tilleuls de la chapelle Notre-Dame de l'arbre à Momalle : abattus en 2019
- Le tilleul à 500 m du bâti et Pailhe vers Modave.
- Les deux tilleuls de l'église de Pair.
- le tilleul des Lognards à Xhoris.
- Le tilleul de la Tombe à Ramelot (tumulus de Ramelot).
- Le tilleul de Ramelot, chaussée romaine.
- Le tilleul « arbre de la Liberté » de la maison Lejeune-d’Anglure à Waremme.
- Le tulipier de Virginie (Liriodendron tulipifera) du jardin du château de Modave
- L’alignement de châtaigniers communs multiséculaires (Castanea sativa) de Marchin.
- L’alignement de châtaigniers (Castanea sativa) du château de Aineffe.
- Le séquoia géant du Château Bleu, à Trooz (7,8 m et 44,60 m de hauteur).

#### Province de Luxembourg

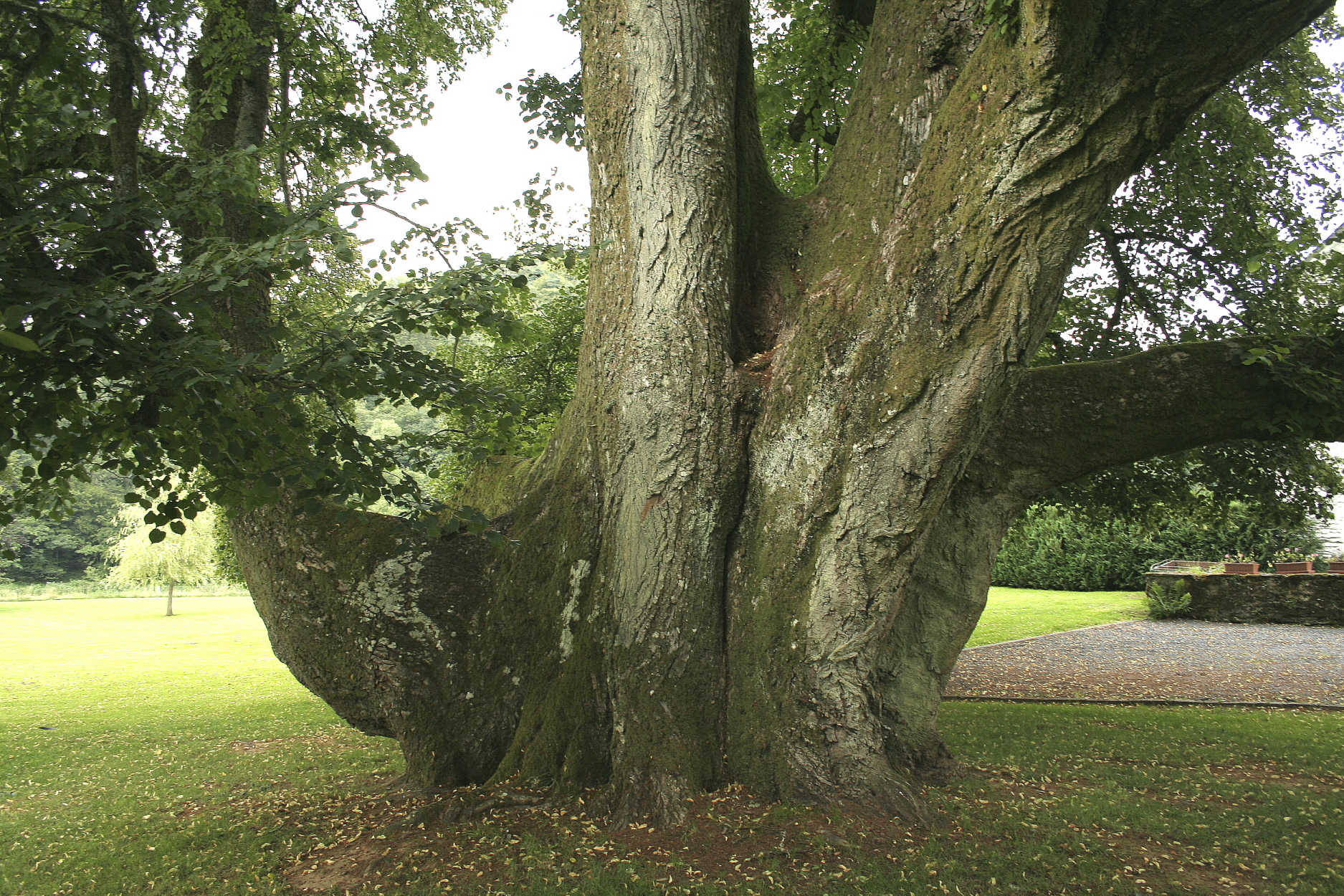
Tilleul commun à Sainte-Cécile.

- L'arbre caramel (Cercidiphyllum japonicum), le chêne à feuille de châtaignier (Quercus castaneifolia),  le frêne commun (Fraxinus excelsior), le frêne à fleurs 'Rotundifolia' (Fraxinus ornus 'rotundifolia'), le métaséquioa (Metasequoia glyptostroboides), le noisetier de chine (Corylus chinensis), le noyer de mandchourie (Juglans mandshurica), l'Oxydendron arboreum, le sapin de l'Orégon (Abies procera), les bouleaux, les érables, les magnolias et les tulipiers remarquables de l'arboretum Robert Lenoir à Rendeux.
- L'aulne glutineux (Alnus glutinosa) de Porcheresse (Daverdisse).
- Le charme commun (Carpinus betulus L. ) de Cugnon.
- Le frêne (Fraxinus excelsior) de Magerotte.
- Le hêtre commun (Fagus sylvatica) de Bonnerue (8 m de tour à 1,50 m du sol en 2007).
- Le hêtre commun (Fagus sylvatica) de Mabompré (8,58 m en 1988) (souche morte, toujours visible, un nouveau hêtre a été planté).
- Le hêtre commun (Fagus sylvatica) de la Croix Saint-Martin à Nisramont (5,62 m de tour à 1,50 m du sol en 2010).
- Le tilleul commun (Tilia ×europaea) de Sainte-Cécile (7,39 m de tour à 1,50 m du sol en 2000).
- Le tilleul à petites feuilles (Tilia cordata) de Guerlange.
- Le tilleul de Chantemelle

#### Province de Namur

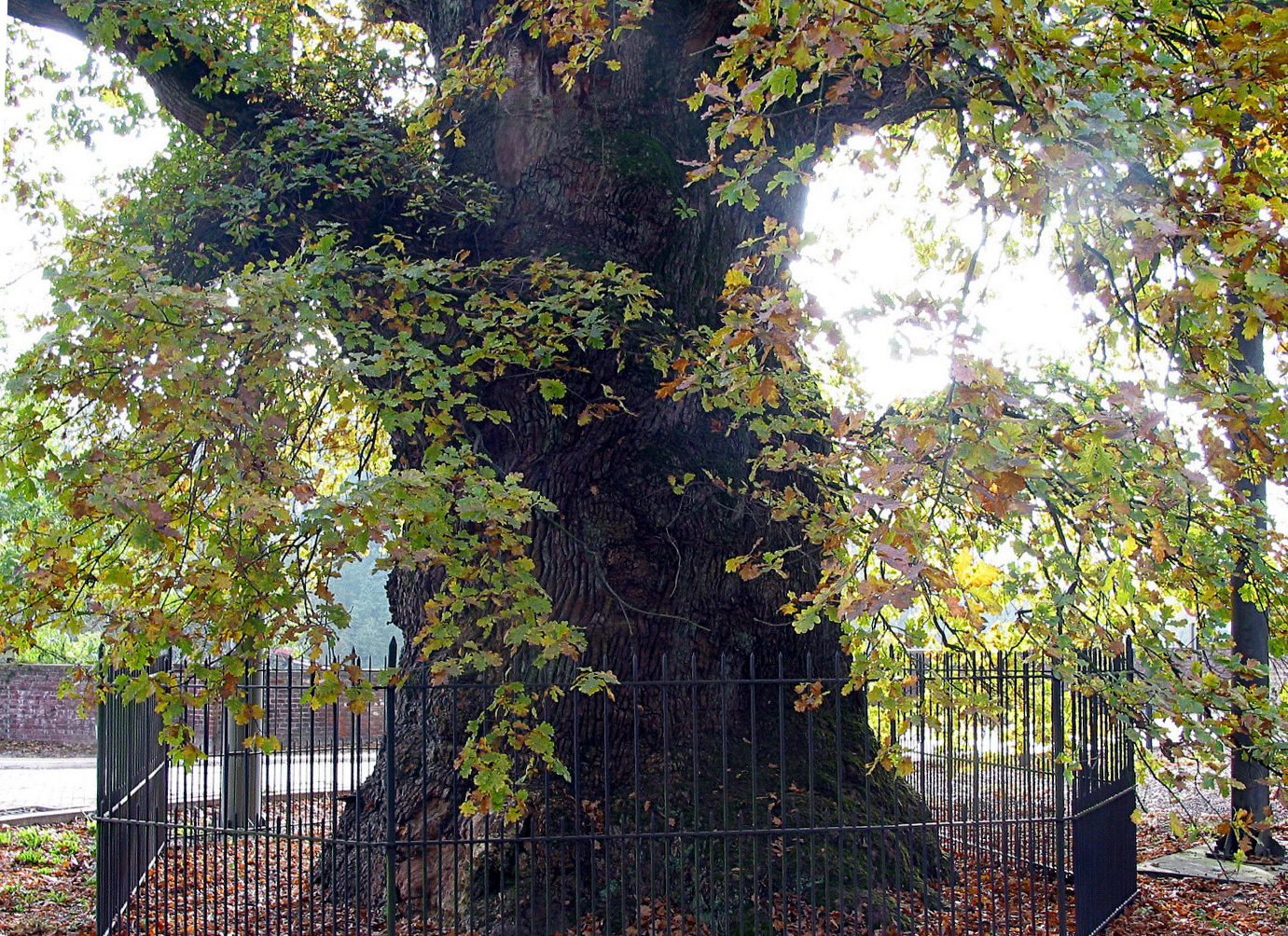
Le chêne millénaire de Liernu.

- le chataignier du château de Franc-Waret
- Le chêne pédonculé (Quercus robur) dans le parc du château de Ferage.
- Le chêne pédonculé (Quercus robur) millénaire de Liernu.
- Le sophora du Japon (Styphnolobium japonicum) de Hastière-Lavaux.
- Le tilleul à grandes feuilles (Tilia platyphyllos) d’Emptinne.
- Le tilleul commun (Tilia ×europaea L.) du hameau de Doyon à Flostoy (8,67 m de tour à 1,50 m du sol en 2007) (voir Chapelle Saint-Nicolas de Doyon).
- Le tilleul de Conjoux, tilleul à grandes feuilles (Tilia platyphyllos) de 8,85 m de tour à 1,50 m du sol en 2007.
- Le tilleul commun (Tilia ×europaea) de Han-sur-Lesse (arbre fétiche).
- le tilleul de Maibelle
- Le tilleul du cimetière de Méan
- Les tilleuls de la chapelle Notre-Dame du Bon Secours à Oizy
- Les deux tilleuls de Florée, devant l'église Sainte-Geneviève à Florée et les deux tilleuls du calvaire de la Croix de Florée
- Le Vieux Chêne de Presgaux

### Bruxelles

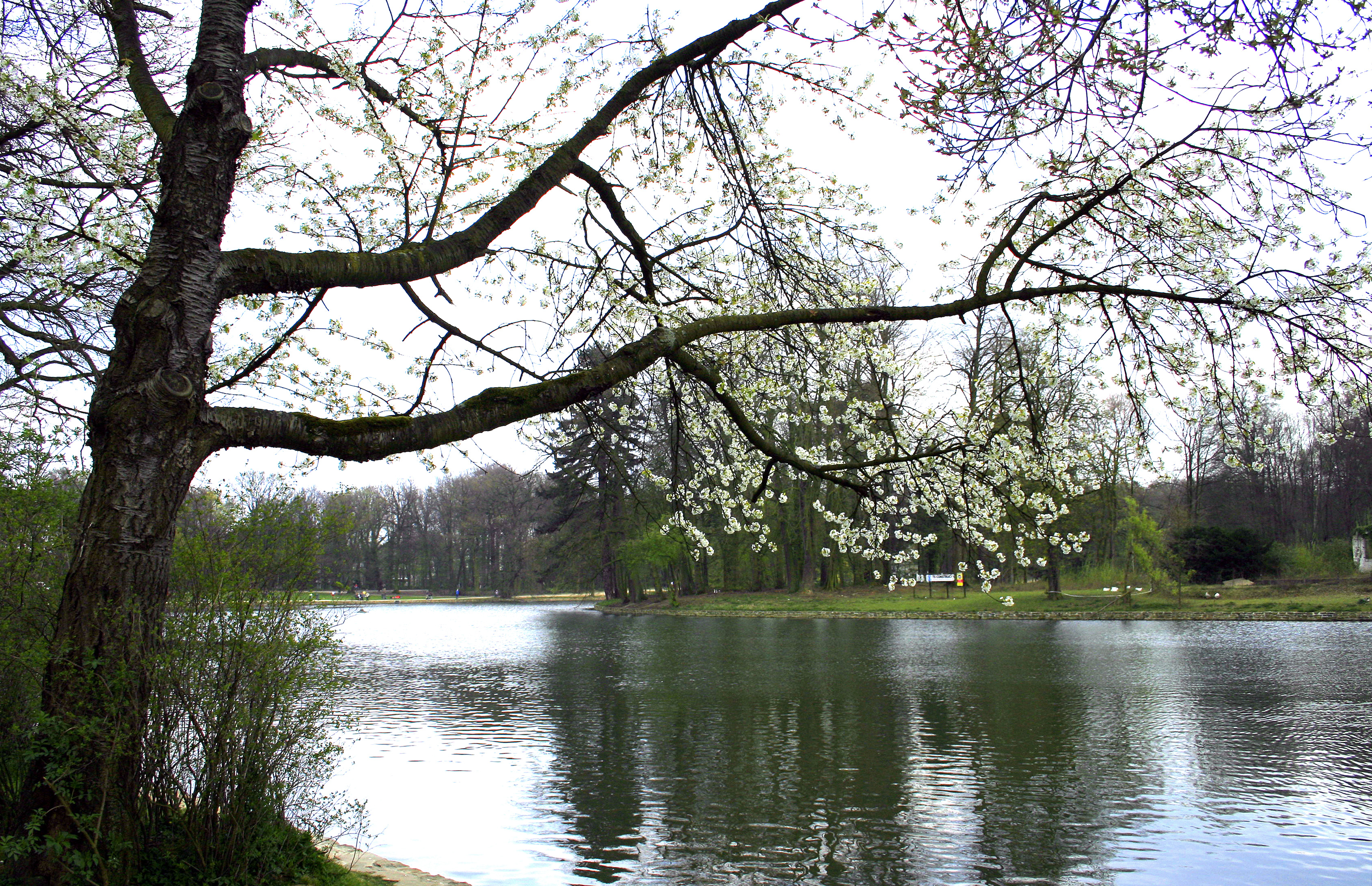
Merisier remarquable du bois de la Cambre à Bruxelles.

- Les chênes pédonculés (Quercus robur), les hêtres (Fagus sylvatica), les merisiers (Prunus avium) et les pins noir d'Autriche (Pinus nigra) remarquables des étangs du Bois de la Cambre à Bruxelles.
- Le hêtre pourpre de l'avenue Ernest Cambier à Schaerbeek.
- Le platane à feuilles d'érable de la rue d'Hoogvorst à Schaerbeek.
- Le platane d'Orient du parc Léopold à Bruxelles-ville.
- Le séquoïa géant du parc de Woluwe, à Woluwe-Saint-Pierre (plus gros arbre de Bruxelles avec 6,80 m de tour à 1,5 m du sol) .

### Flandre

#### Province d'Anvers
- L'aulne glutineux (Alnus glutinosa) de Wuustwezel (±11 m à 1 m du sol en 1977).
- Le châtaignier (Castanea sativa) du château de Blaasveld (7,40 m en 1977).
- Le pin sylvestre de Wechelderzande : l'arbre des huit* béatitudes. *: plus que sept.

#### Province du Brabant flamand

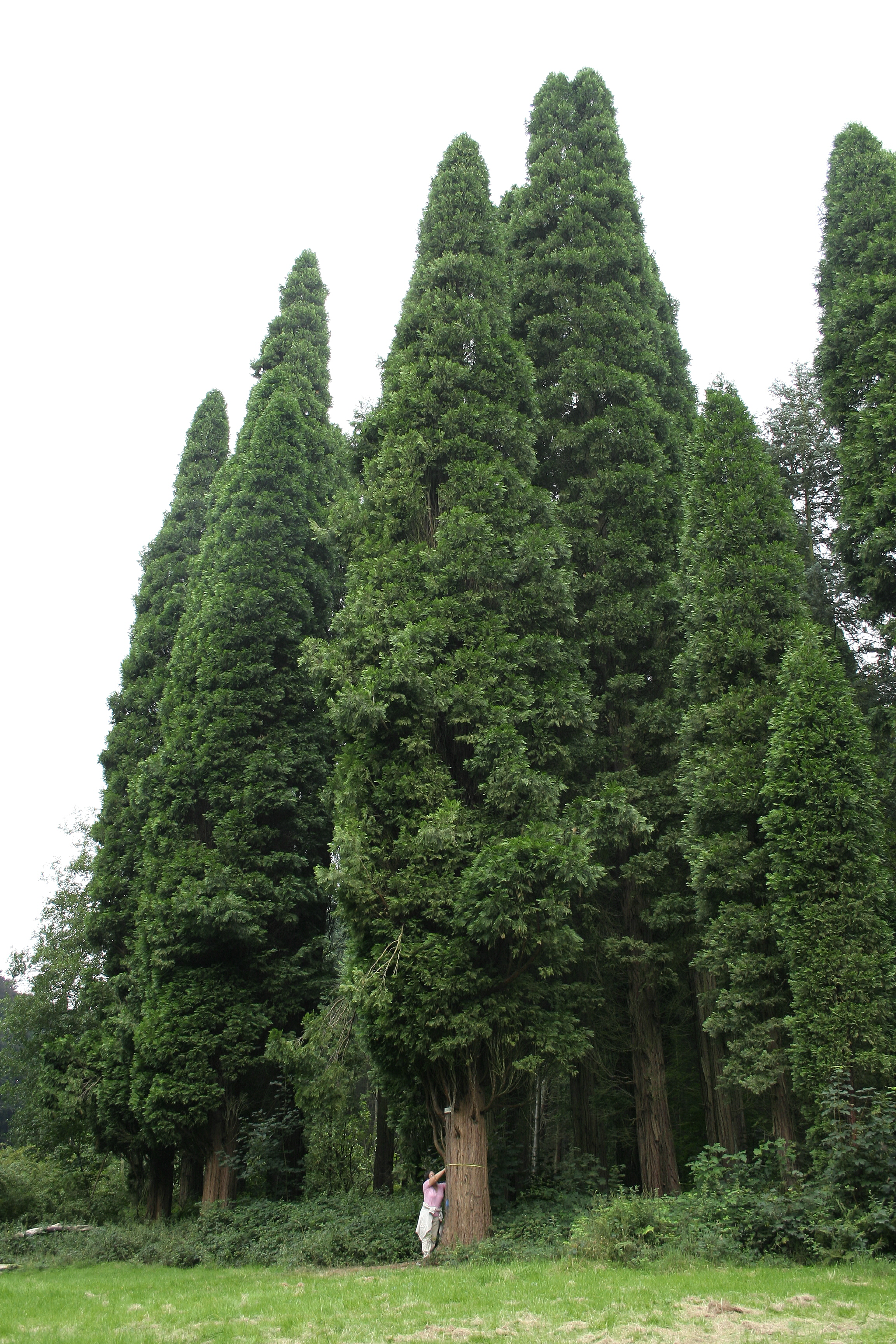
Cèdres à encens de l'arboretum de Tervueren.

- Les cèdres du Liban (Cedrus libani Rich. A.) du château de Humbeek (visible depuis la route).
- L'Alisier blanc (Sorbus aria),  le châtaignier américain (Castanea dentata), l'érable jaspé de rouge (Acer capillipes), les cèdres à encens (Calocedrus decurrens) et les sapins de Vancouver (Calocedrus decurrens) de l'arboretum de Tervueren.
- La cépée d'érable de Lubbeek (7,80 m à 1 mètre).
- La cépée de platane du château de Boutersem (9,23 m à 1,50 m en 2009)

#### Province de Flandre-Occidentale
- Le hêtre commun (Fagus sylvatica) du parc de Furnes.
- Le saule pleureur (Salix babylonica) du cimetière communal de Wervik
- Le pin noir (Pinus nigra) du parc Beisbrouck à Sint-Andries (Bruges).

#### Province de Flandre-Orientale
- Les marronniers (Aesculus hippocastanum) du château de Schouwbroek (Vinderhoute) (9,08 m à 1,50 m en 2003 )

#### Province de Limbourg
- Le chêne pédonculé de Lummen.
- Le platane et le séquoia du château de Hekt.
- Le tilleul à grandes feuilles (Tilia platyphyllos) de l'église de Russon
- Le tilleul d'Overpelt (8,90 m à 1,50 m en 2009)

## Arbres d'exception méconnus
- Le châtaignier tri-centenaire de Momalle (Castanea sativa) (6,18 m à 1,50 m du sol en 2009) (Province de Liège).
- Le châtaignier (Castanea sativa) du château de Bleret (Province de Liège).
- Le chêne pédonculé route de France à Villers-le-temple (Province de Liège).
- Le hêtre (Fagus sylvatica) de Arquennes (Province de Hainaut).
- Le hêtre (Fagus sylvatica) du Service de l'archéologie de la citadelle de Namur (province de Namur)
- Le marronnier (Aesculus hippocastanum) du presbytère de Rutten (province du Limbourg).
- Le peuplier du no 28 de la rue d'Autre-Église à Huppaye (Brabant wallon).
- Les saules du rond-point de la N637 à Faimes (Province de Liège).

## Galerie

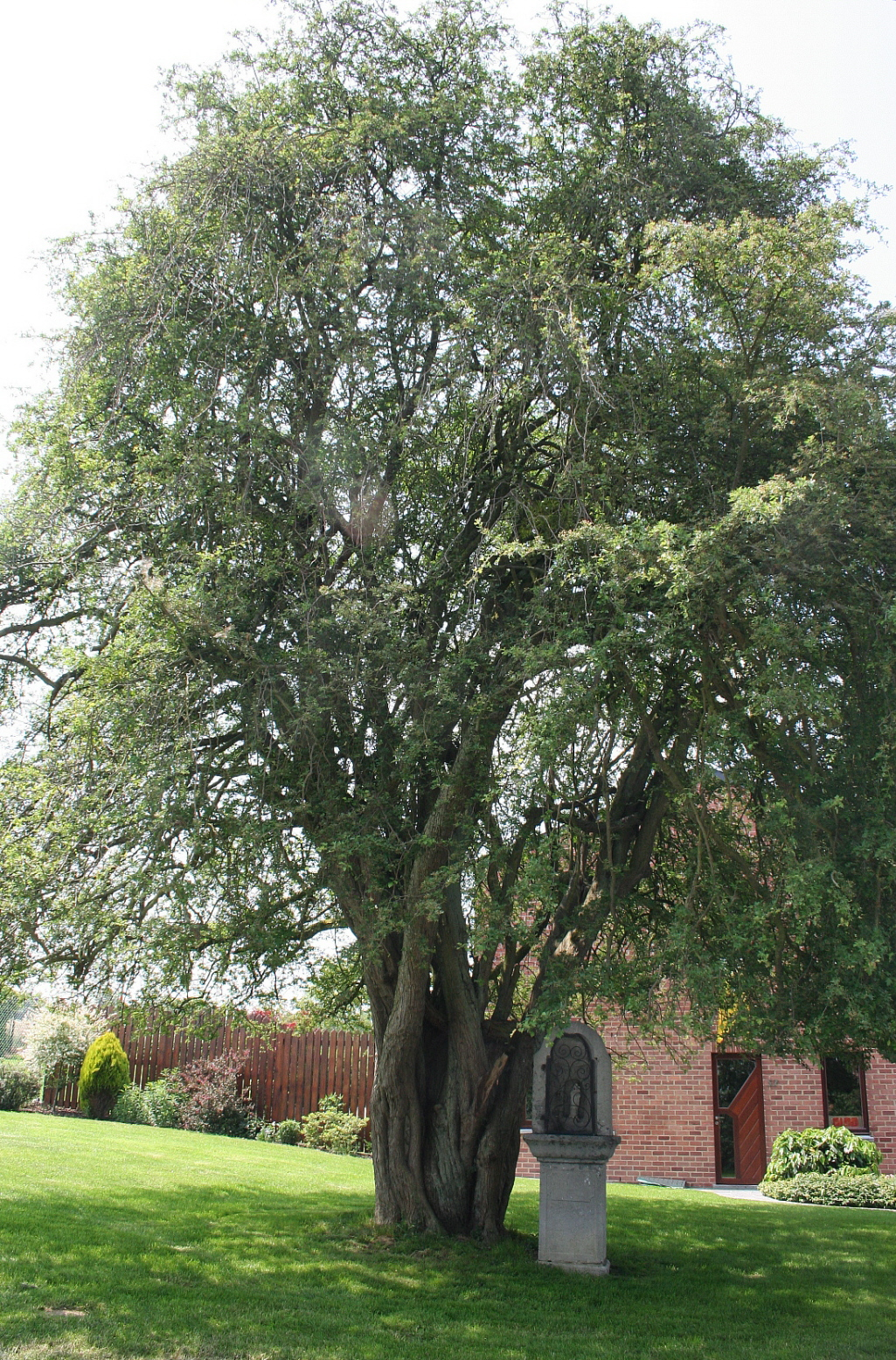
L'aubépine de Joncret.
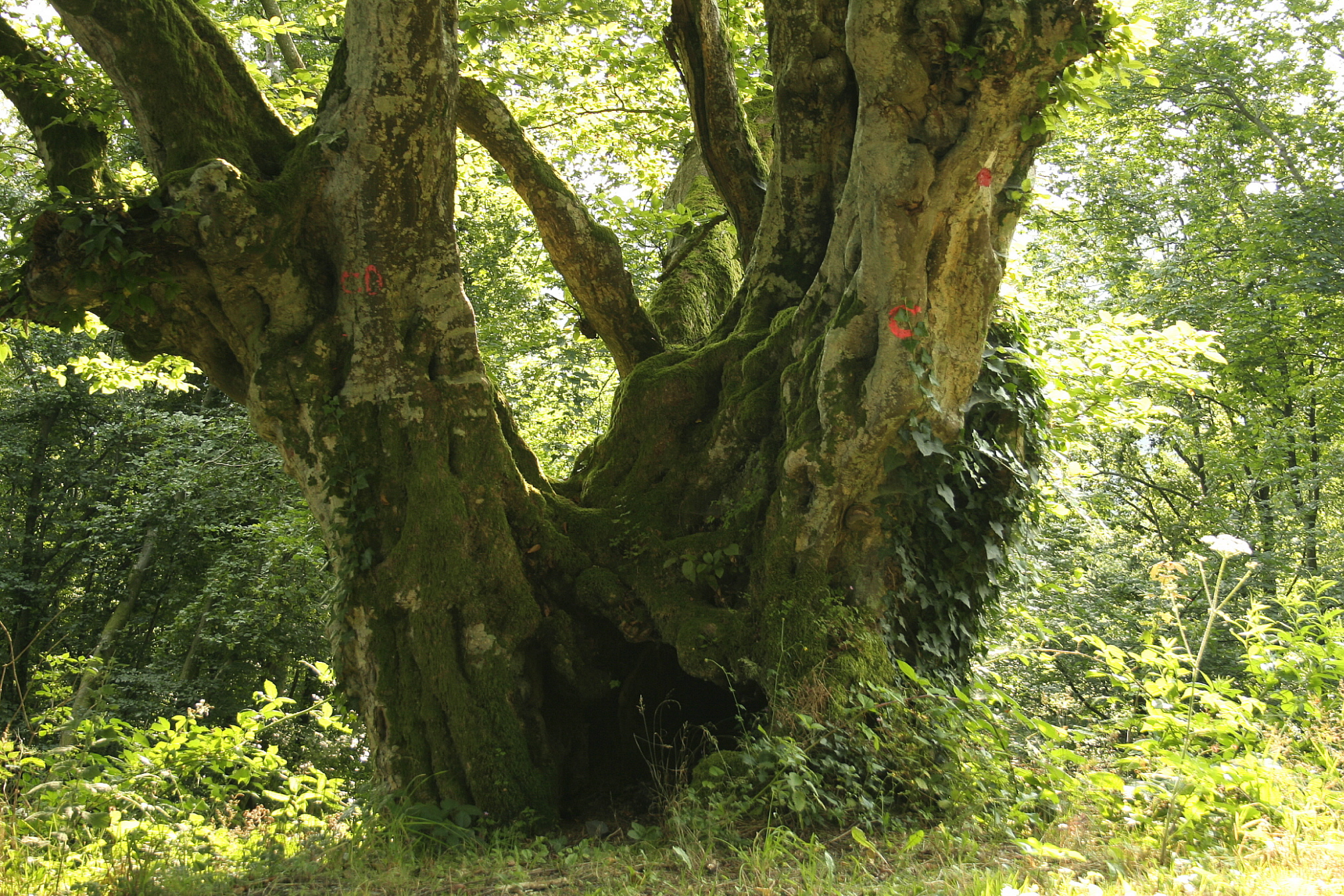
Le charme commun de Cugnon.
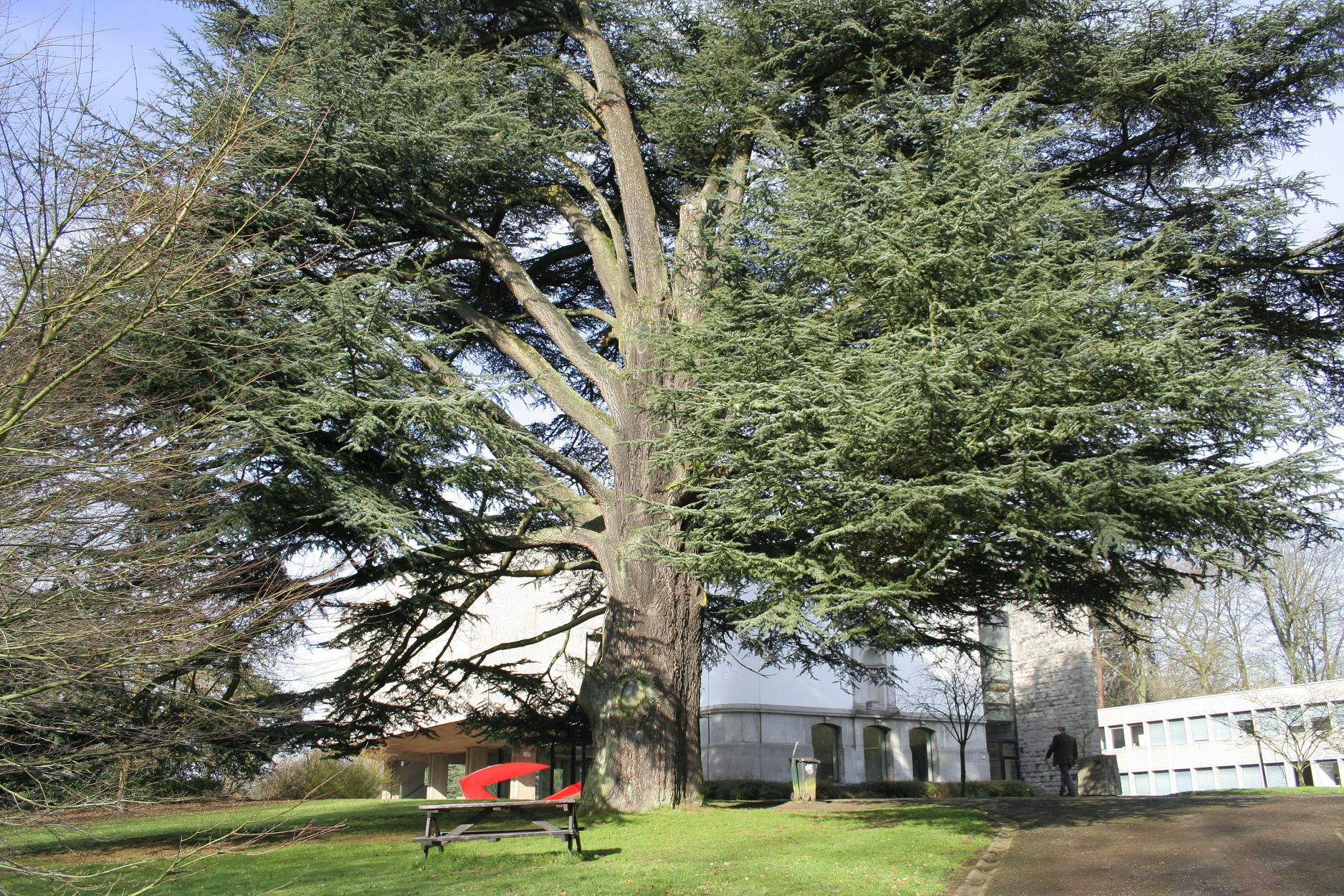
Le cèdre du Liban de Morlanwelz-Mariemont.
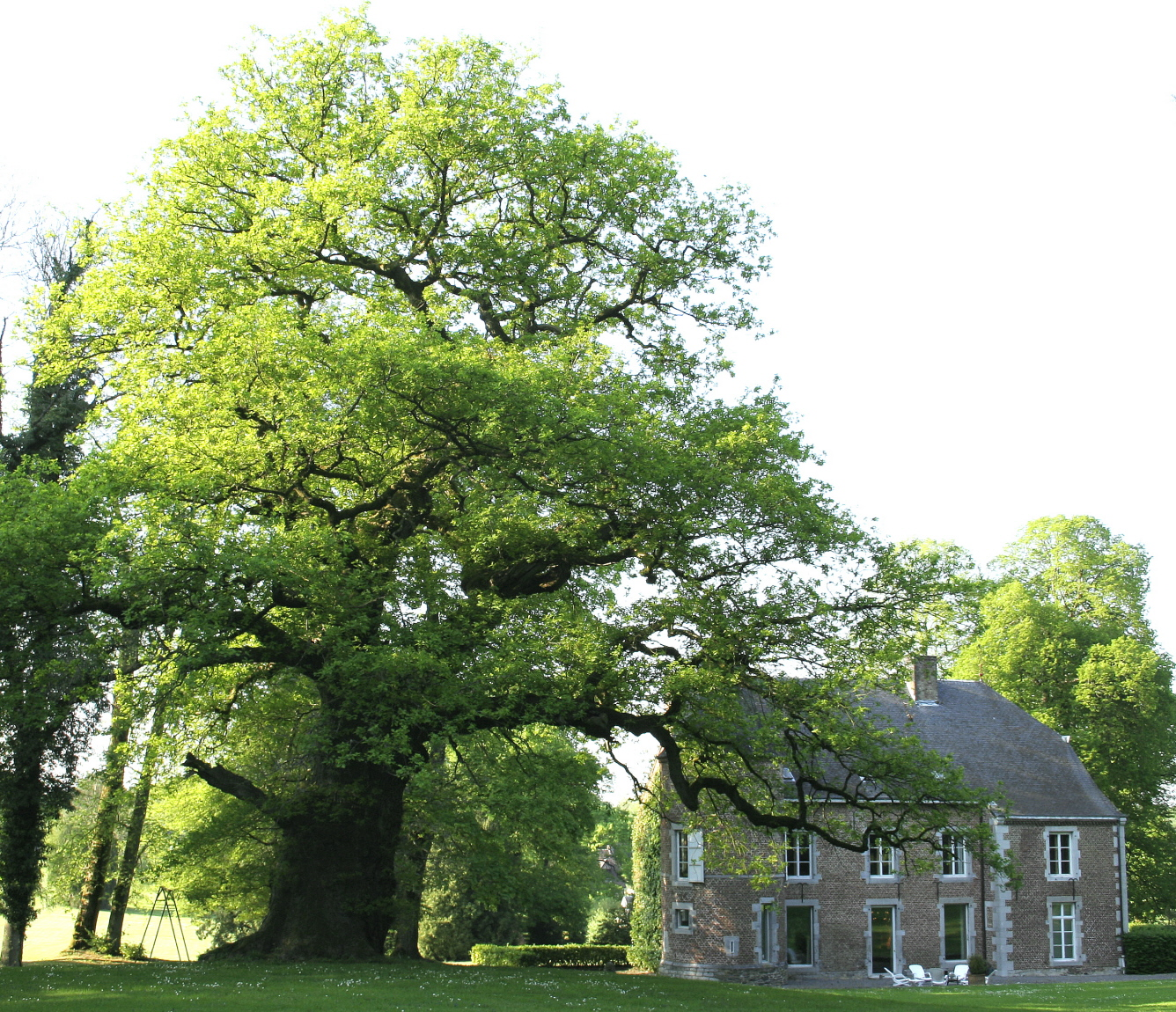
Le chêne pédonculé de Mesnil-Église.
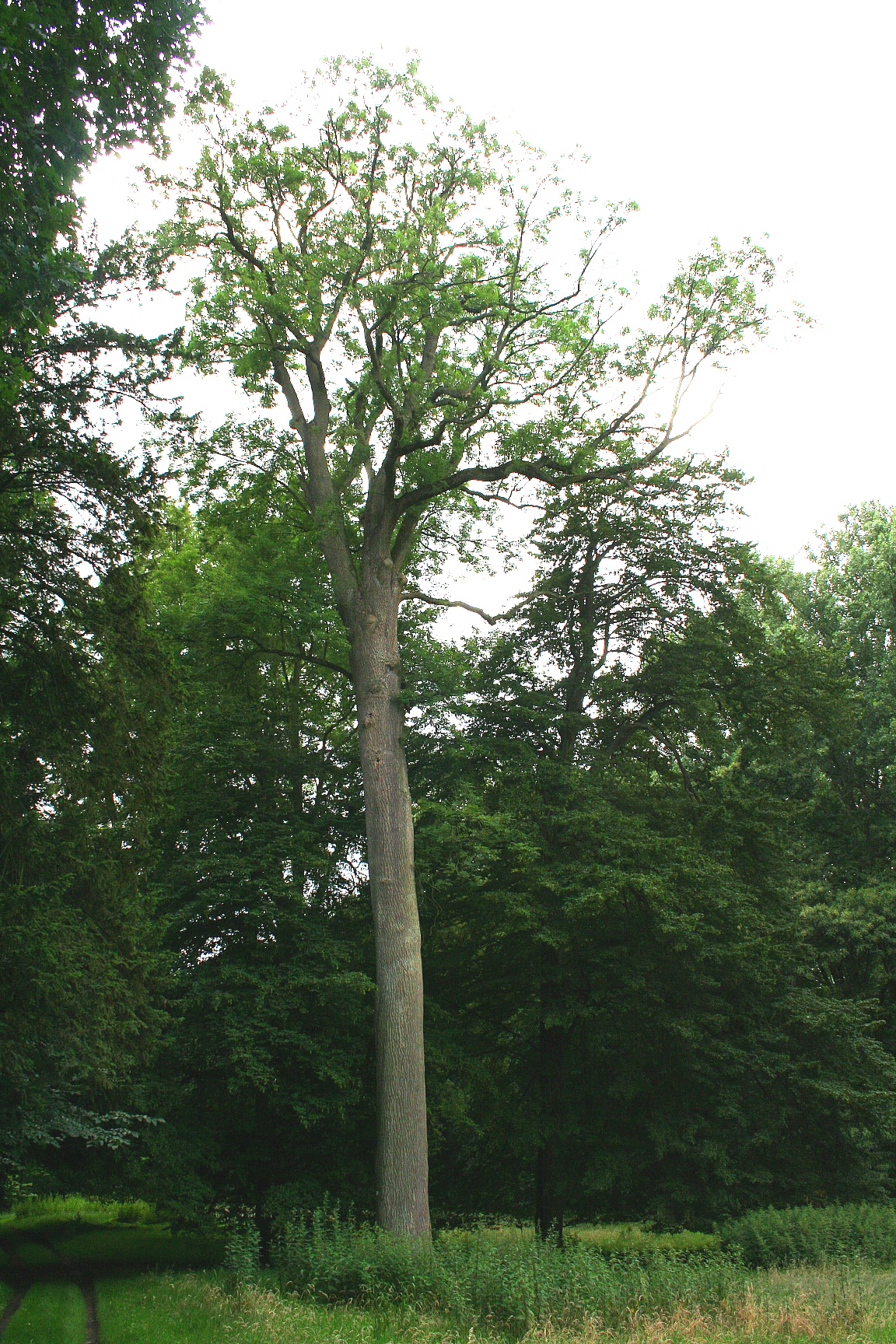
Le frêne commun de Le Rœulx.
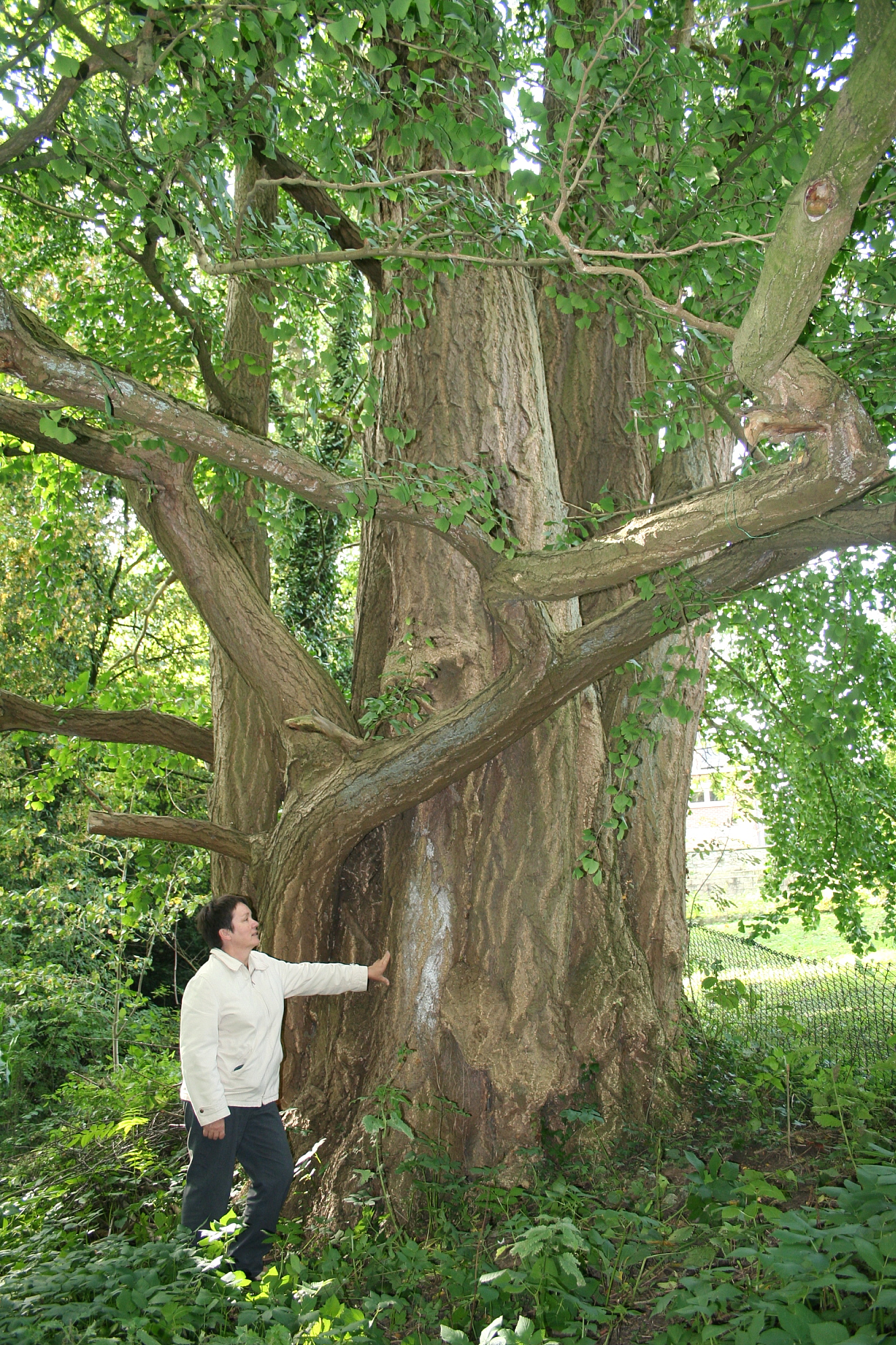
Le ginkgo biloba de Tournai.
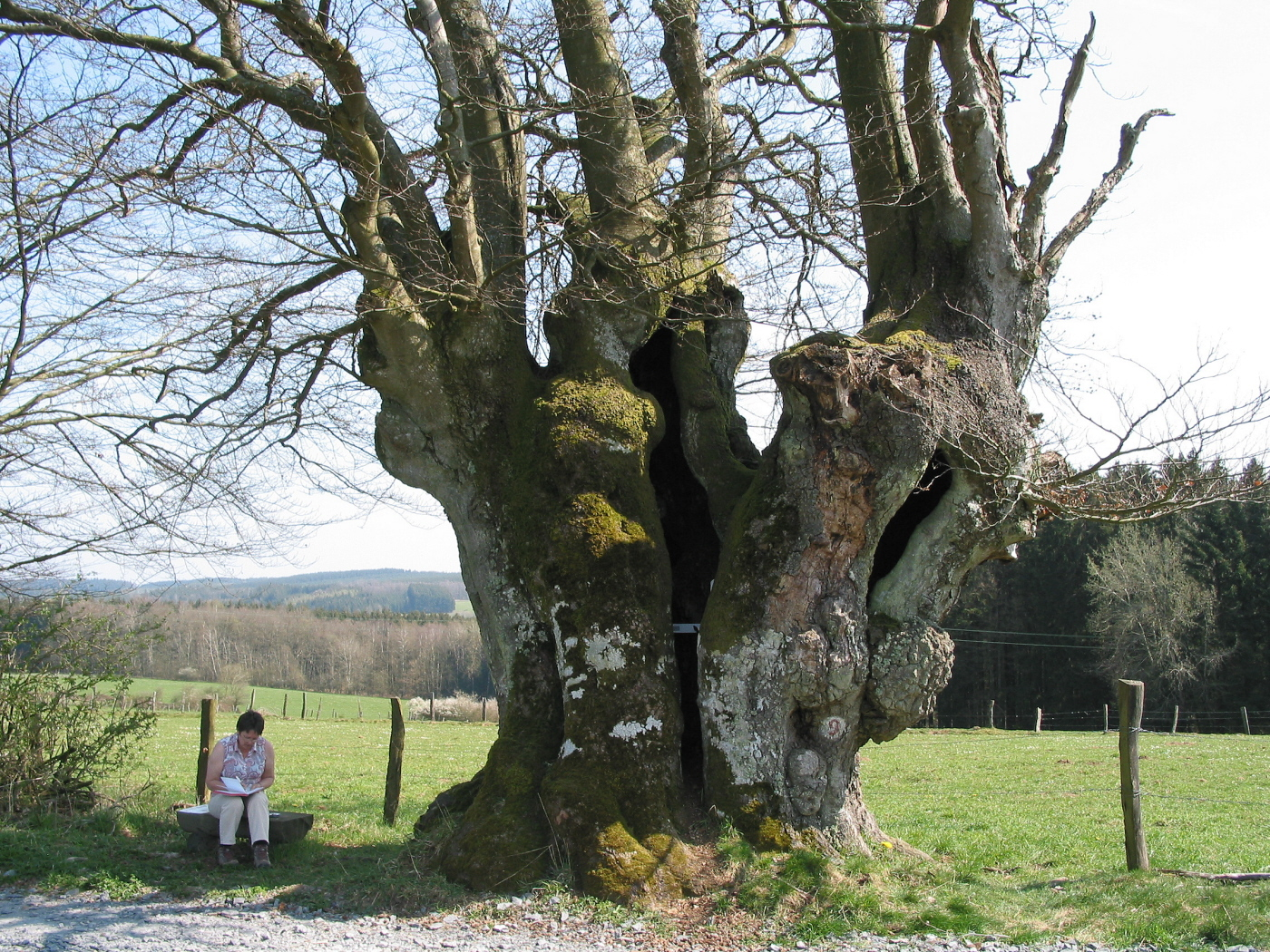
Le hêtre européen de Bonnerue.
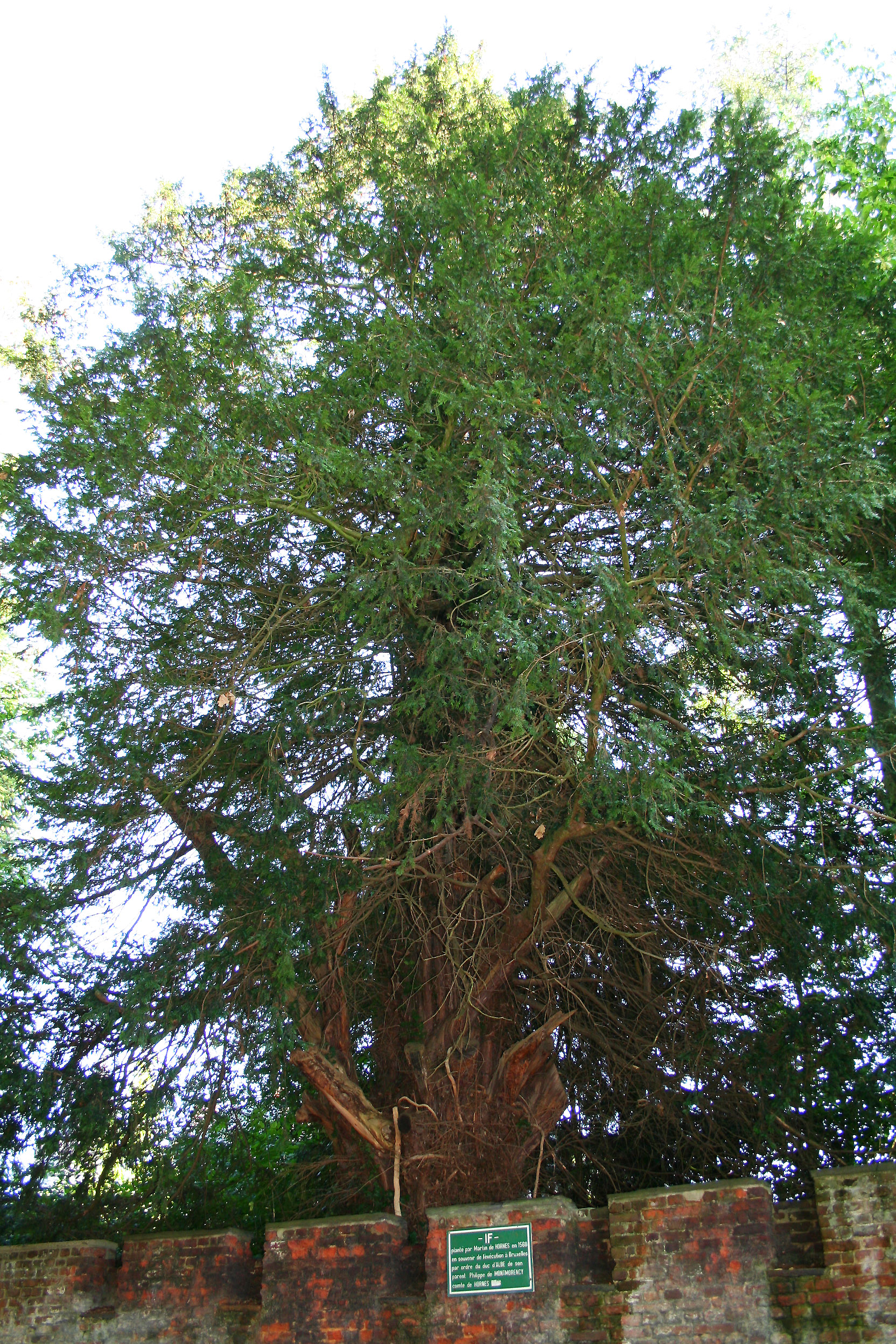
L'if de Braine-le-Château.
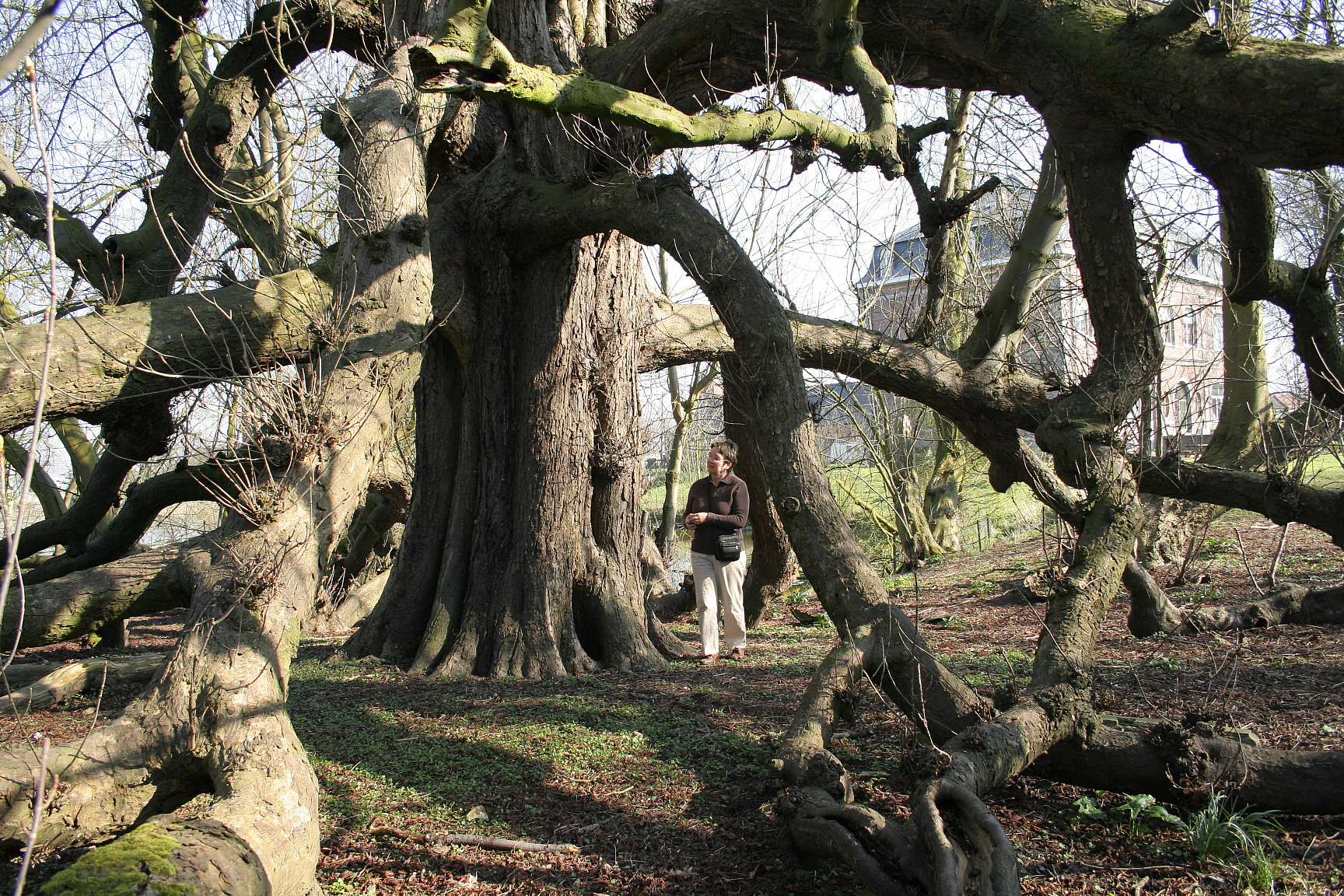
Le marronnier d'inde de Rouveroy.
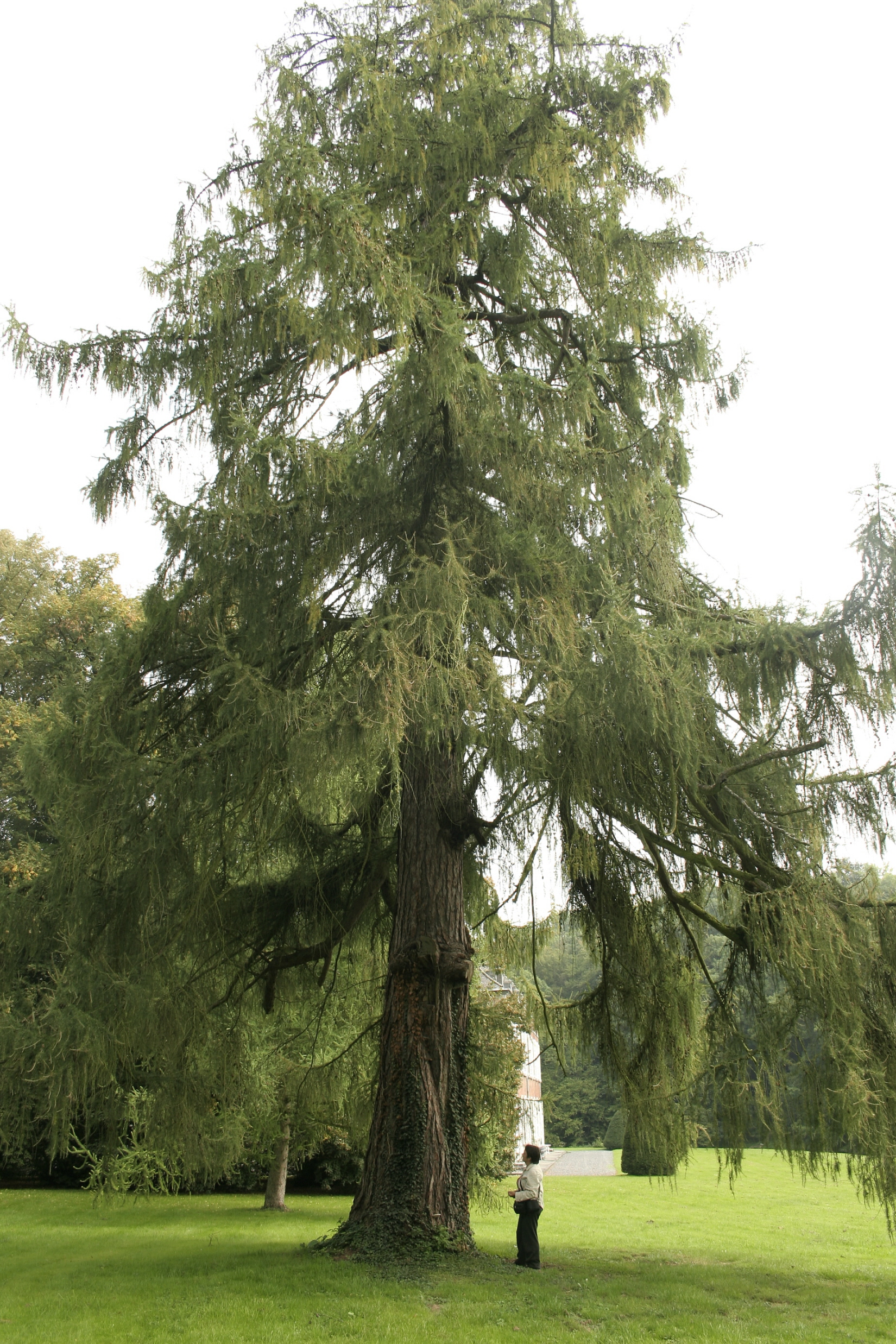
Le mélèze d'Europe d'Écaussinnes-d'Enghien.
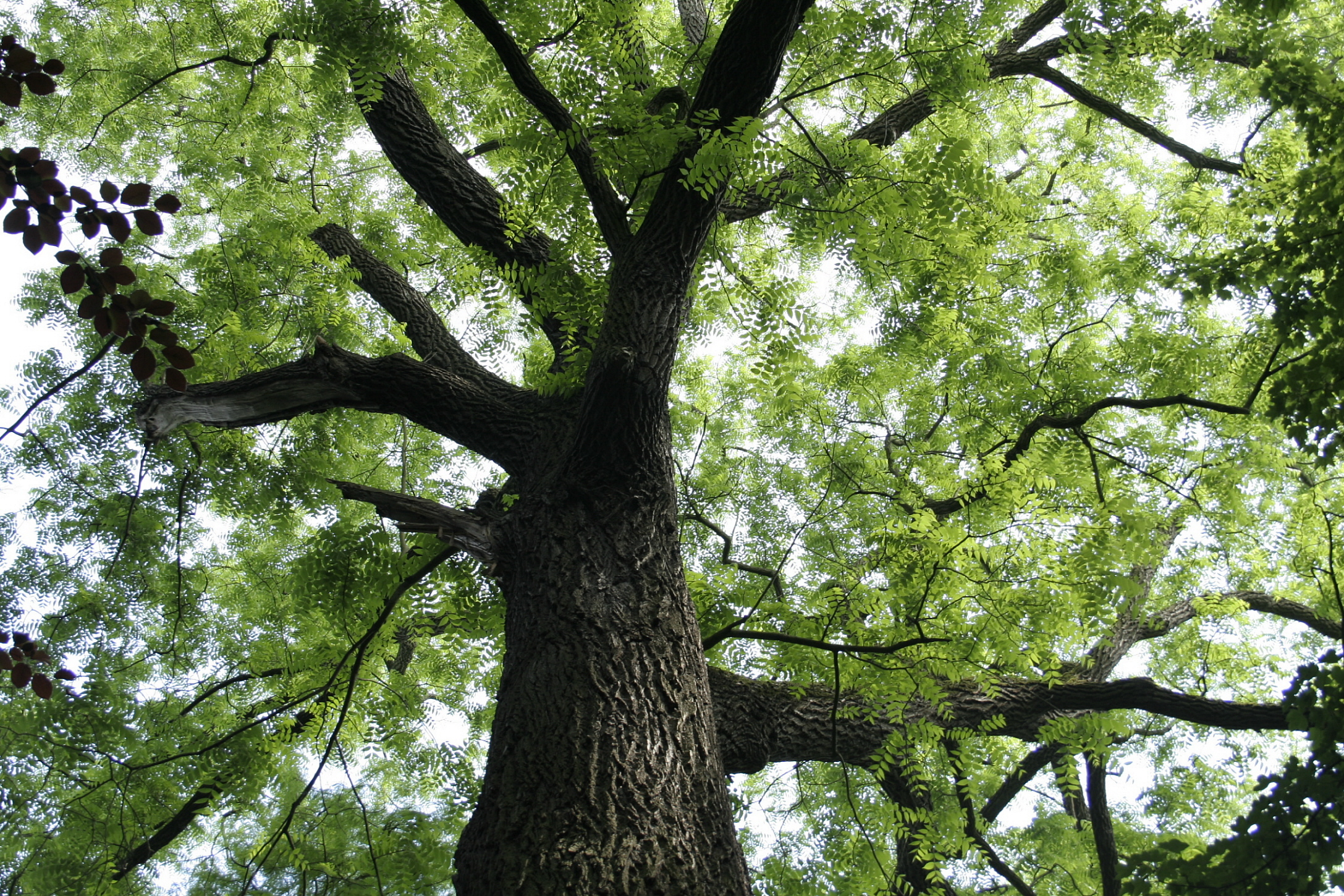
Le noyer noir de Tournai.
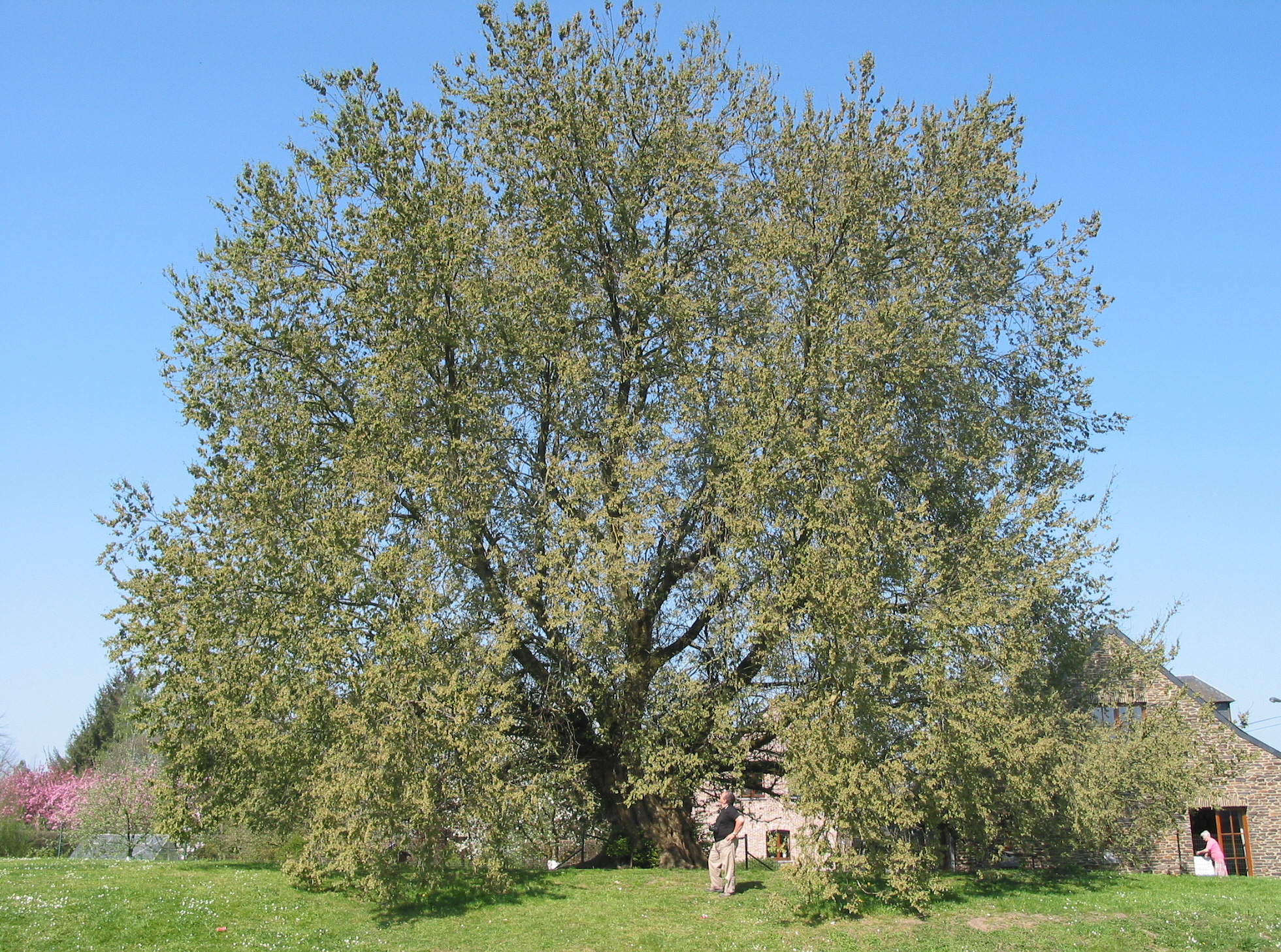
L'orme diffus de Casteau.
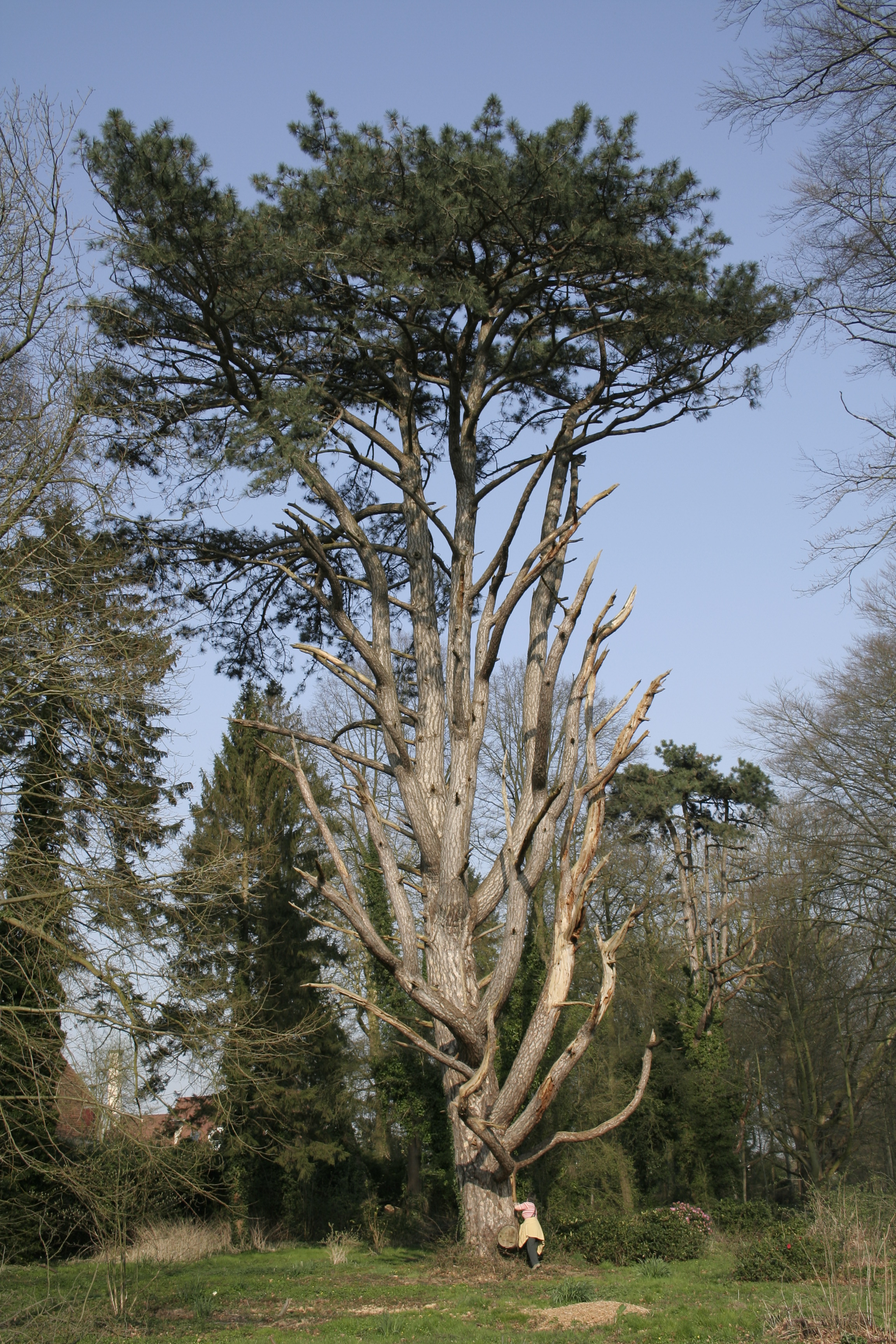
Le pin noir d'Autriche d'Enghien.
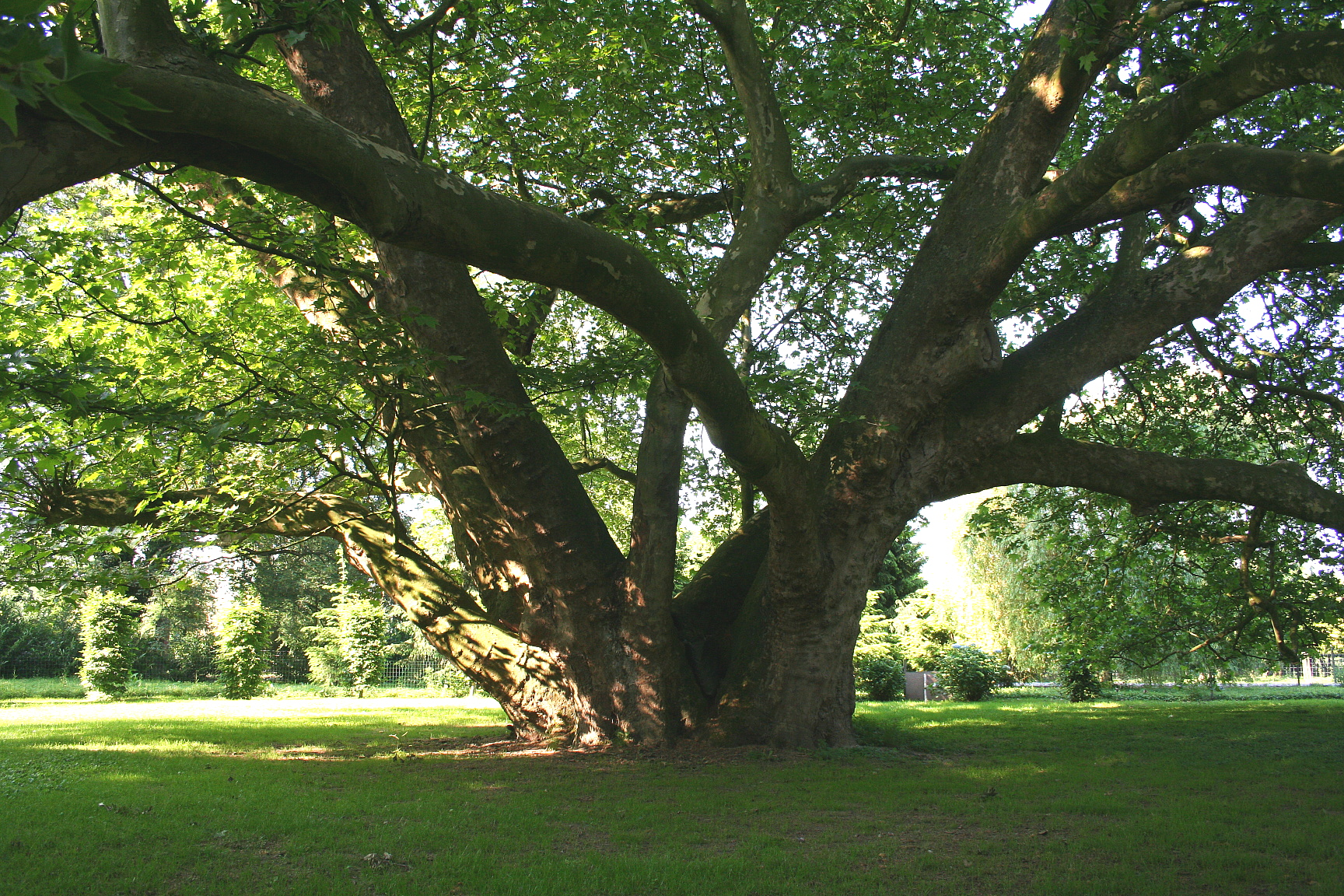
Le platane commun de Soignies.
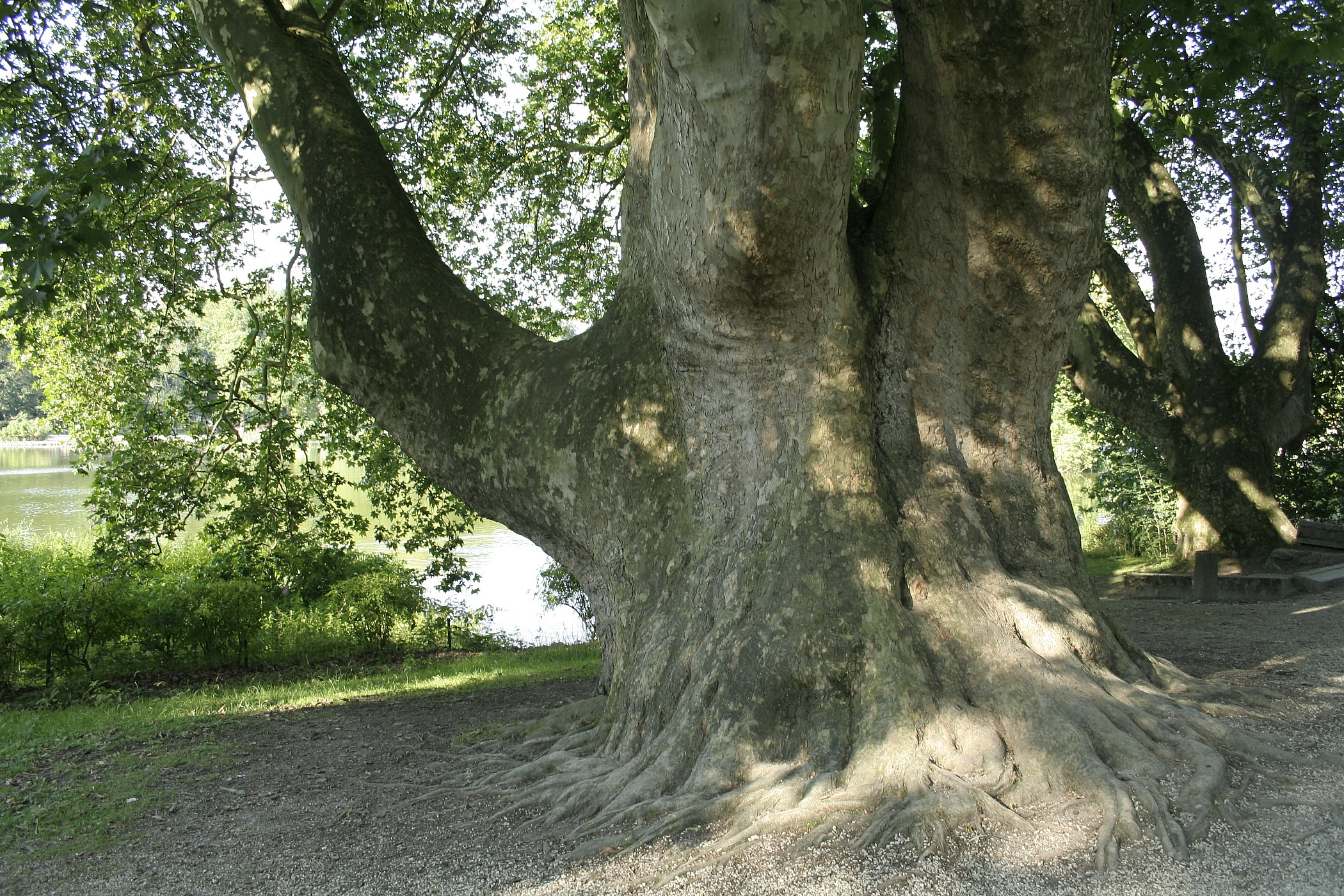
Les platanes d'Orient de Cambron-Casteau.
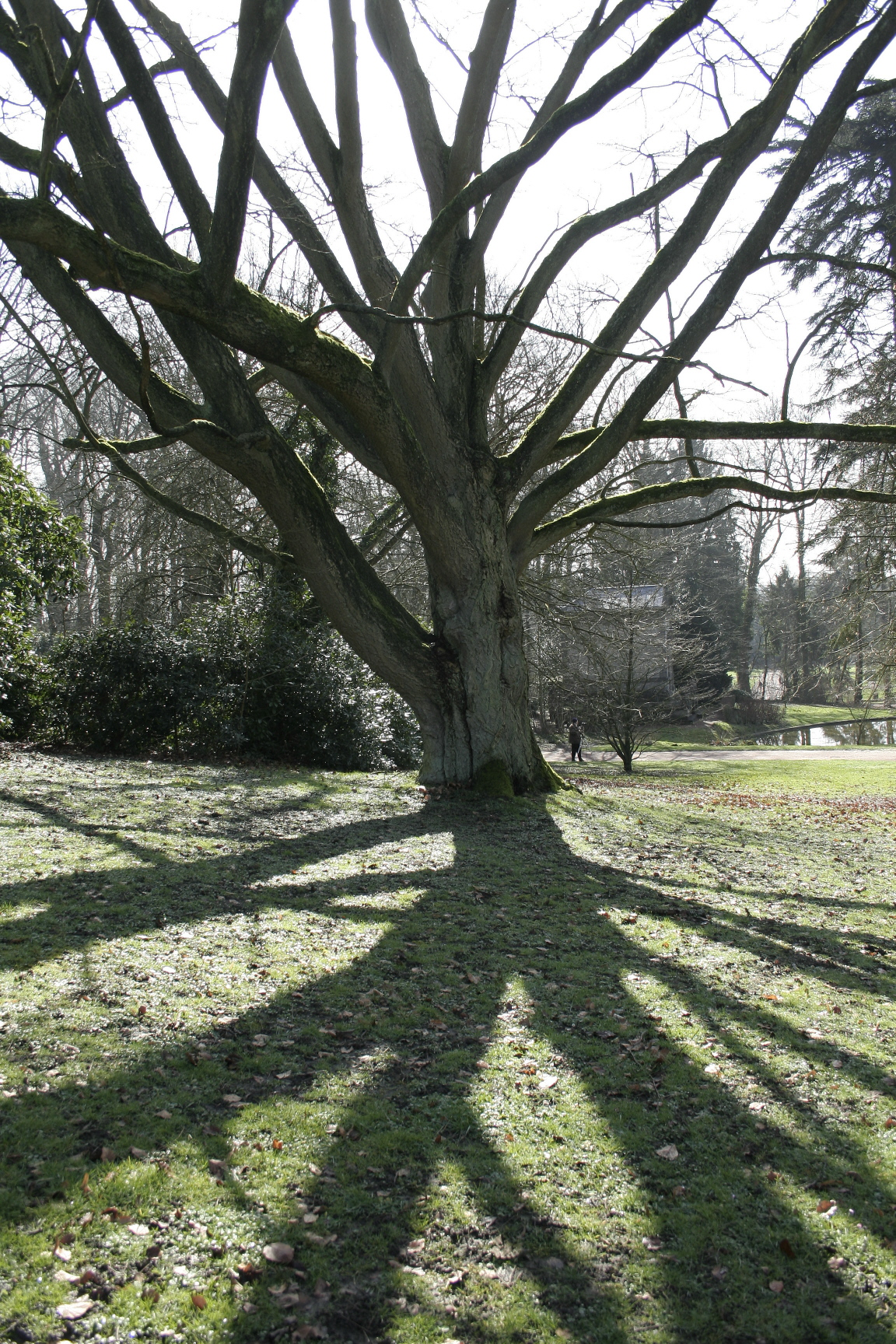
Le pommier de l'Amour (Phellodendron amurense) de Morlanwelz-Mariemont.
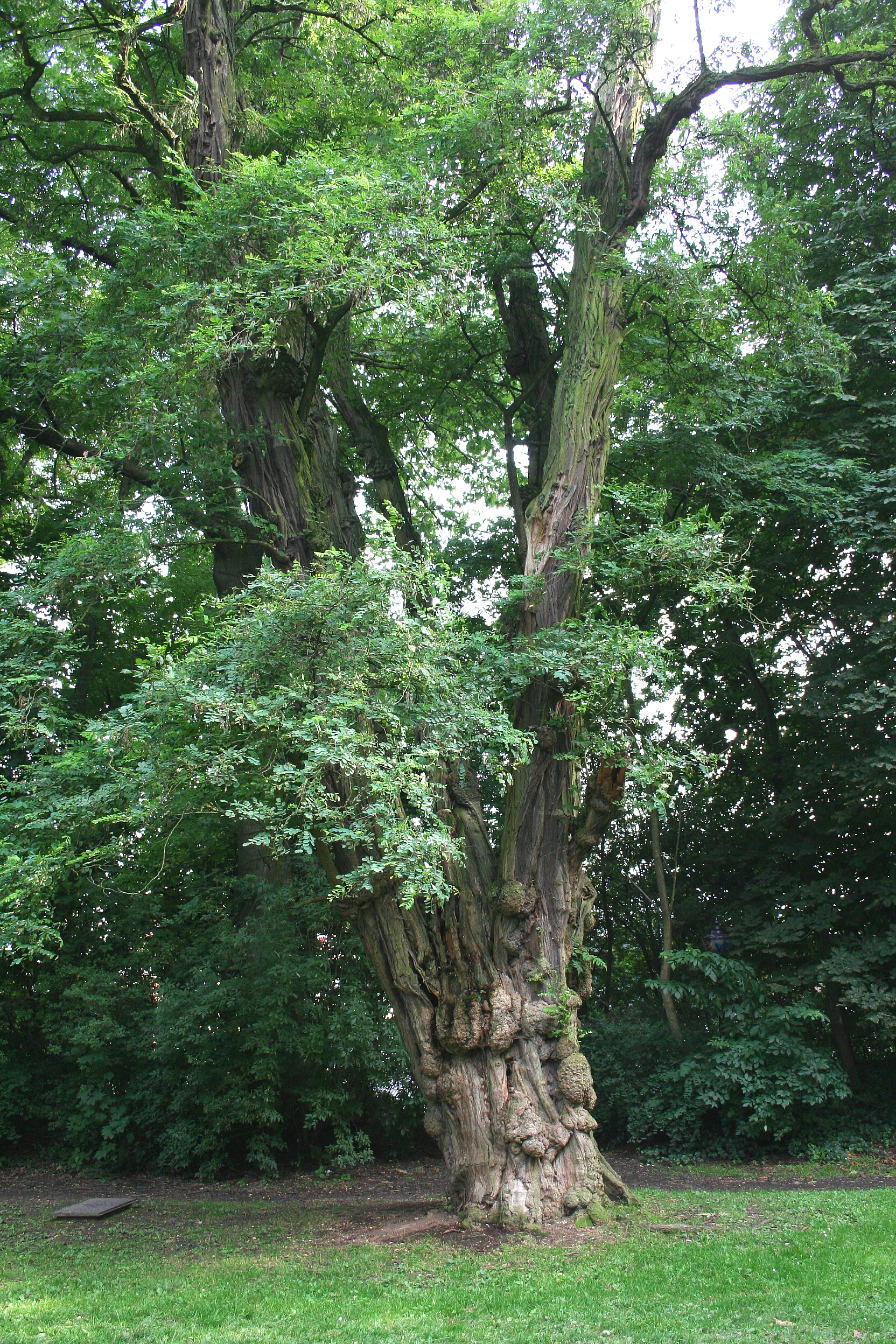
Le robinier faux-acacia de Waterloo.
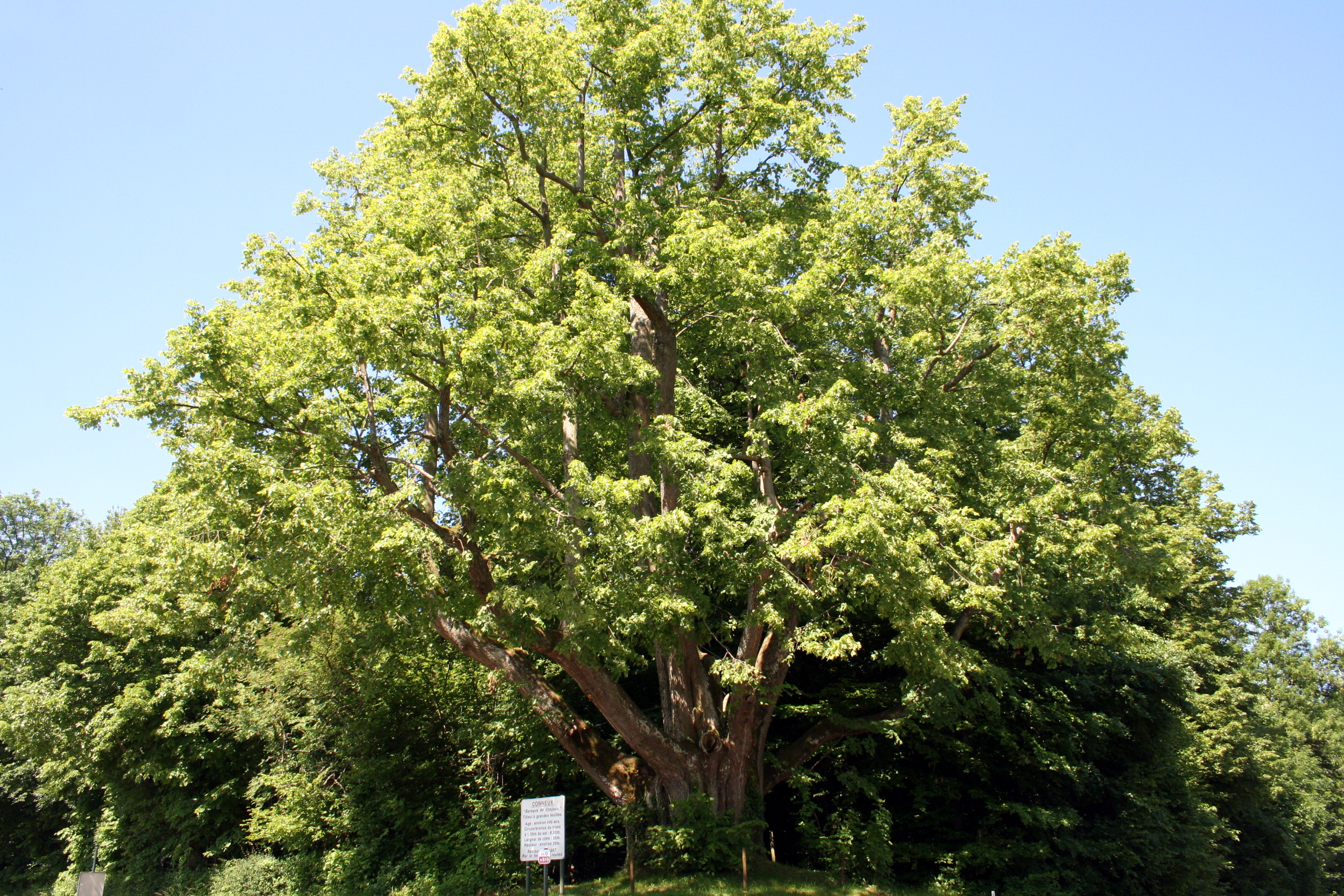
Le tilleul à grandes feuilles de Conjoux.
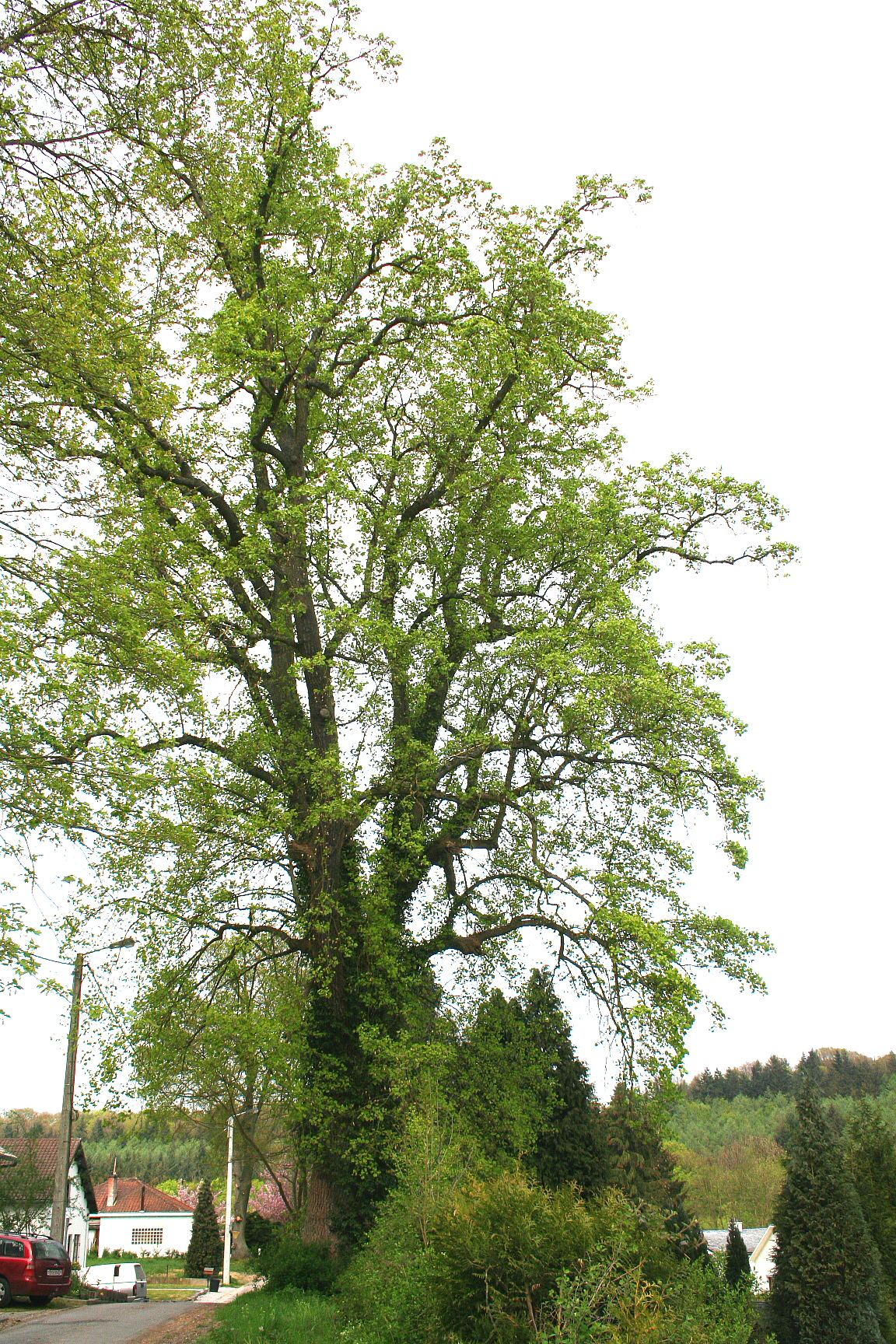
Le tulipier de Ham-sur-Heure.
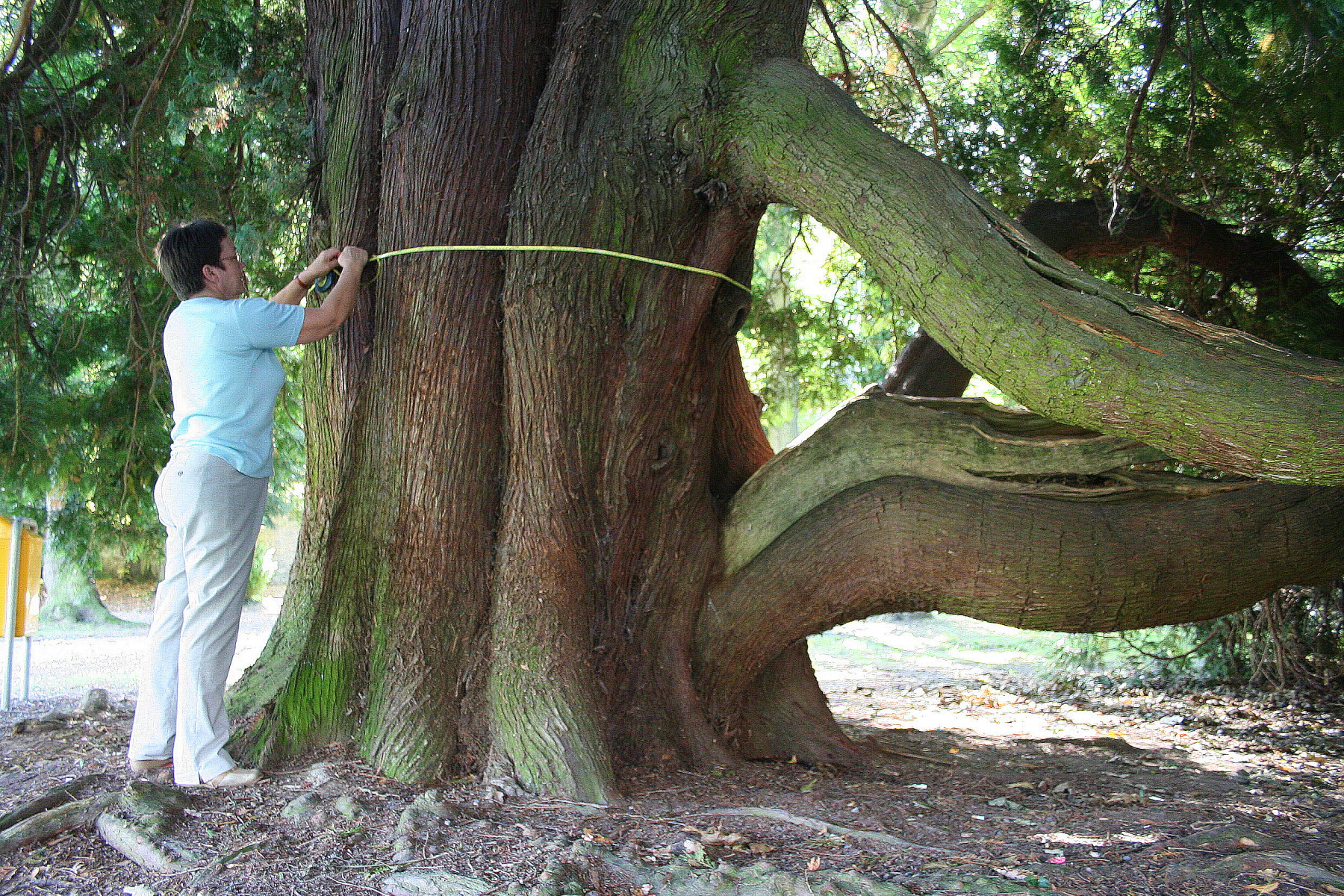
Le thuya géant de Californie de Hastière-par-delà.